# Elvis Presley
« Elvis » et « Presley » redirigent ici. Pour les autres significations, voir Elvis (homonymie) et Presley (homonymie).
Pour les articles homonymes, voir The King.
Elvis Presley ([ˈɛlvɪs ˈpɹɛsli]), né le 8 janvier 1935 à Tupelo dans le Mississippi, aux États-Unis, et mort le 16 août 1977 à Memphis dans le Tennessee, est un chanteur et acteur américain. Surnommé « The King of Rock and Roll » (« Le Roi du Rock and Roll ») ou plus simplement « The King » (« Le Roi ») en raison de son immense succès international et pour son rôle dans l'expansion de ce style musical à l'échelle mondiale, il est l'une des icônes culturelles majeures du XXe siècle.
Elvis Presley commence sa carrière musicale en 1954 chez Sun Records, la maison de disques du producteur Sam Phillips. Accompagné du guitariste Scotty Moore et du bassiste Bill Black, rejoints l'année suivante par le batteur D.J. Fontana, il contribue à populariser le genre naissant du rockabilly, un mélange énergique de musique country et de rhythm and blues. Le 20 novembre 1955 Sam Philips annonce la signature du contrat liant Elvis à RCA. Parker participa aux négociations entre Sun Records et RCA au nom de  la société Hank snow-Jamboree Attractions, Bob Neal étant encore l'agent personnel d'Elvis à cette époque. Il enchaîne les apparitions télévisées et les singles à succès. Son talent de chanteur et sa gestuelle provocante font de lui le fer de lance du rock 'n' roll naissant mais aussi, dans une Amérique majoritairement chrétienne, conservatrice et racialement divisée, un sujet de controverses.
Elvis fait des essais à Hollywood le 26 mai 1956 à la demande du producteur Hal Wallis pour un contrat avec la Paramount. Wallis écrit un scénario sur mesure pour Elvis, mais c'est avec la 20th Century Fox que le chanteur débute au cinéma avec Le Cavalier du crépuscule (Love Me Tender) sorti sur les écrans le 16 novembre 1956. Il part au service militaire en 1958. Il reprend sa carrière en 1960 mais se consacre davantage au cinéma qu'à la scène durant les sept années qui suivent.
En 1968, une émission de télévision réalisée par Steve Binder relance sa carrière musicale. L'année suivante, Elvis Presley se produit sur scène à Las Vegas, ce qui marque le début de tournées lucratives et de nombreux concerts à Las Vegas, documentés dans le film Elvis: That's the Way it Is. En 1973, il donne le premier concert diffusé en mondovision par satellite, Aloha from Hawaii.
Il meurt d'une crise cardiaque dans sa résidence de Memphis Graceland en 1977, à l'âge de 42 ans, quelques heures avant le début d'une tournée.
Elvis Presley est l'un des trois plus gros vendeurs de disques de tous les temps, avec des estimations allant de 233 millions à 1 milliard de disques vendus. Comptant parmi les musiciens les plus célèbres et les plus influents du XXe siècle, outre le rock'n'roll, il s'est illustré dans de nombreux genres, country, blues, pop, rock, gospel.

## Biographie

### Jeunesse (1935-1953)

#### Tupelo

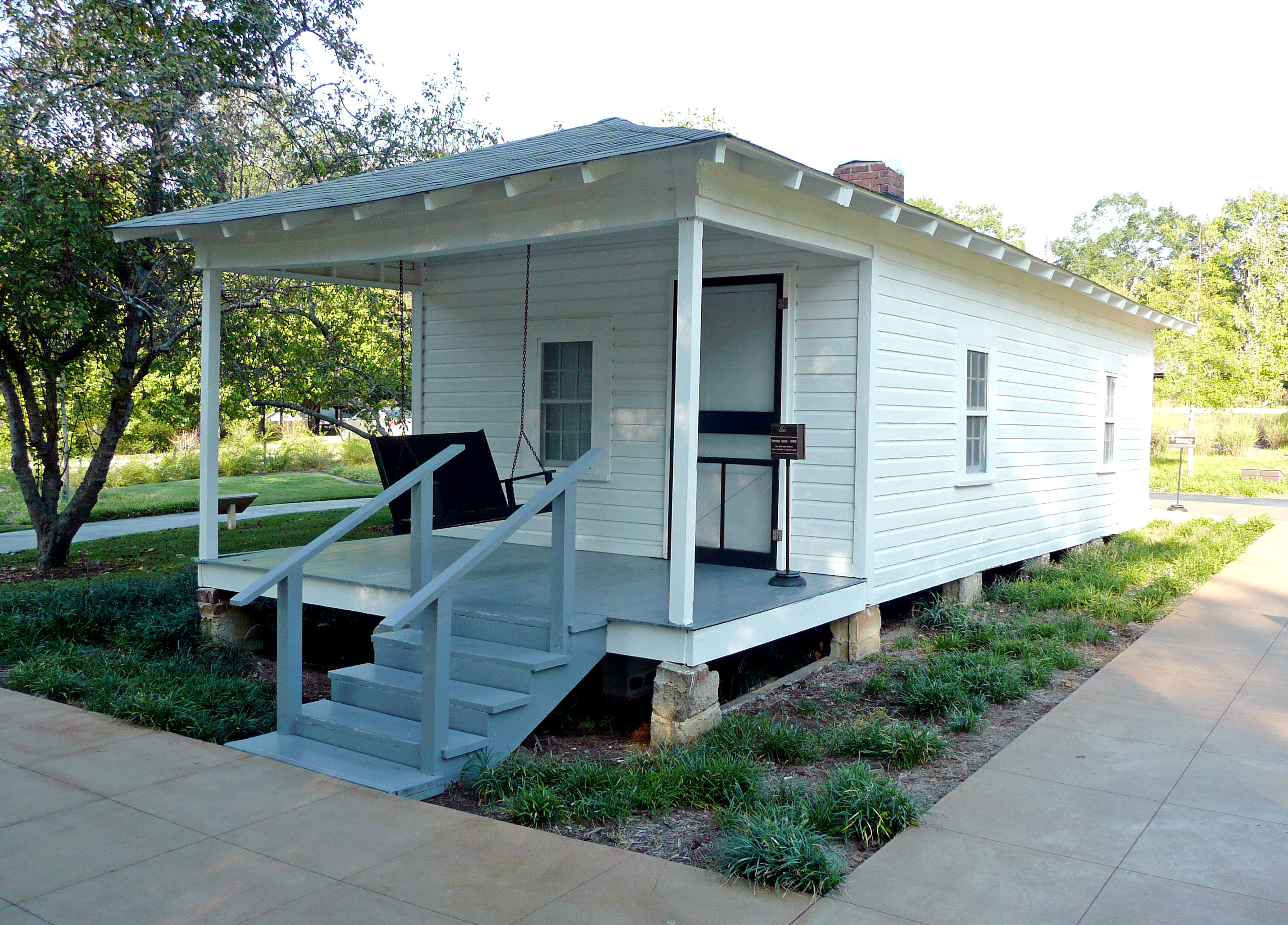
La maison natale d'Elvis Presley à Tupelo dans l'État du Mississippi.

Elvis Aaron Presley ([ˈɛlvɪs ˈɛɹən ˈpɹɛsli]) naît le 8 janvier 1935 à Tupelo dans l'État du Mississippi, dans une petite maison de type shotgun house construite par son père, Vernon Elvis Presley (1916-1979), en prévision de sa naissance (maison natale d'Elvis Presley). Sa mère, Gladys Love Smith (1912-1958), accouche 35 minutes auparavant d'un enfant mort-né, Jesse Garon Presley, frère jumeau d'Elvis, qui est inhumé dans une tombe anonyme au cimetière de Priceville, à Tupelo.
Les parents d'Elvis Presley fréquentent une Église pentecôtiste où le jeune Elvis découvrira le Gospel, qui constitue sa première influence musicale. Sa mère, dont il est particulièrement proche, est considérée comme le pilier de la famille par leurs proches, tandis que son père enchaîne les petits boulots sans faire preuve d'une grande ambition,. Les Presley ne sont pas riches et doivent souvent s'appuyer sur leurs voisins ou les aides de l'État pour subvenir à leurs besoins.
À l'école d'East Tupelo Consolidated, où il entre en septembre 1941, Presley est considéré comme un élève moyen par le corps enseignant. Il se produit pour la première fois sur scène le 3 octobre 1945 lors d'un concours de chant au Mississippi-Alabama Fair and Dairy Show. Habillé en cowboy, il interprète la chanson de country Old Shep, une chanson qu'il chantait souvent à ses camarades dans la chorale de l'église, et se classe cinquième. Quelques mois plus tard, il reçoit sa première guitare en cadeau d'anniversaire,. Ses premières leçons lui sont données par deux de ses oncles, ainsi que par le pasteur de l'église de la famille.
Presley change d'école en septembre 1946 et entre à Milam. L'année suivante, il emporte sa guitare avec lui tous les jours pour jouer de la musique et chanter à l'heure du déjeuner. Sa famille vit alors dans un quartier à dominante afro-américaine, et il est considéré comme un garçon solitaire qui joue de la musique de péquenauds. Il écoute religieusement l'émission de radio de Mississippi Slim et parvient à le rencontrer par l'intermédiaire d'un de ses camarades de classe, qui n'est autre que le frère de Slim. Ce dernier apprend à Presley à jouer des accords à la guitare et le fait passer dans son émission lorsqu'il a 12 ans.

#### Memphis
La famille Presley déménage à Memphis en novembre 1948. Ils logent dans une pension de famille pendant près d'un an avant d'obtenir un logement social dans le lotissement de Lauderdale Courts. Au lycée L. C. Humes, Elvis Presley est généralement trop timide pour jouer de la musique en public, et il est parfois l'objet de brimades de la part des autres élèves. Il se met sérieusement à la guitare en 1950 avec l'aide de Jesse Lee Denson, un voisin qui a deux ans de plus que lui. Avec trois autres garçons, dont les frères Dorsey et Johnny Burnette, ils constituent une sorte de groupe qui se produit régulièrement dans le quartier des Courts.
Au fil du temps, Presley devient populaire dans son lycée. Il se laisse pousser des rouflaquettes, utilise de l'huile essentielle de rose et de la vaseline pour se coiffer et s'habille chez Lansky Brothers. Il est ouvreur au Loew's State Theater, premier d'une série de petits boulots. En avril 1953, il participe au concours de musique annuel de son lycée et se distingue avec son interprétation de Till I Waltz Again with You de Teresa Brewer. Il obtient son diplôme d'enseignement secondaire le 3 juin 1953 (L.C. Humes High school). Un mois après le terme de sa scolarité, en juin 1953, Presley s'engage dans une carrière musicale,.

### Début de la carrière musicale (1953-1955)

#### Sam Phillips et Sun Records

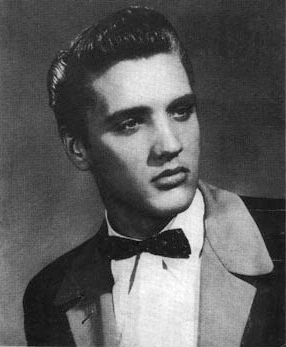
Elvis Presley en 1954 (cliché promotionnel pour Sun Records).

Le 18 juillet 1953, Elvis (âgé de 18 ans) enregistre son premier disque 45 tours amateur, pour 3,98 dollars, chez Sun Studio à Memphis (le studio de la compagnie Sun Records de Sam Phillips et Marion Keisker, spécialisée dans la musique afro-américaine). Sur ce disque en un seul exemplaire, qu'il offre à sa mère pour son anniversaire, il grave deux reprises de chansons à succès de l'époque My Happiness (face A) et That's When Your Heartaches Begin (face B) (chansons de son important répertoire rééditées plus tard). Marion Keisker ajoute alors un commentaire personnel : « Bon chanteur de ballades, à garder ».
Elvis enregistre un second acétate chez Sun en janvier 1954, composé des chansons I'll Never Stand In Your Way et It Wouldn't Be the Same Without You. Peu après, il auditionne pour rejoindre un quatuor vocal de la région, les Songfellows, mais il n'est pas retenu. Au mois d'avril, il trouve un emploi à la Crown Electric Company comme chauffeur-livreur, tout en étudiant pour devenir électricien, métier mieux rémunéré mais qui ne lui convient pas. Une audition, cette fois pour le groupe d'Eddie Bond, se solde par un autre échec, Bond recommandant même au jeune homme d'abandonner le chant. Des années plus tard Bond précisera que c'était les propriétaires du club qui l'avaient contraint à rejeter le chanteur débutant
De son côté, Sam Phillips est à la recherche d'un artiste susceptible de faire connaître au grand public les musiciens noirs de Sun Records. Il se procure en juin 1954 une démo de la ballade Without You et il lui semble que Presley pourrait en faire quelque chose. Le jeune chanteur tente de l'enregistrer, mais il n'arrive pas à produire quelque chose de convaincant. Phillips ne se décourage pas et lui demande de chanter toutes les chansons qu'il connaît. Impressionné, il fait appel à deux musiciens, le guitariste Scotty Moore et le contrebassiste Bill Black, en vue d'une véritable séance d'enregistrement.
Cette séance se déroule dans la soirée du 5 juillet 1954. Elle reste infructueuse jusqu'à une heure avancée. Alors que tout le monde se prépare à abandonner, Presley prend sa guitare et joue That's All Right, un blues d'Arthur Crudup de 1946.

« Et soudain, Elvis a commencé à chanter cette chanson en sautant partout et en faisant l'idiot, et puis Bill a pris sa basse et il a commencé à faire l'idiot lui aussi, et j'ai commencé à les suivre. Je crois que Sam avait laissé la porte de la salle de contrôle ouverte […] il a passé la tête par l'entrebâillement et il a demandé : mais qu'est-ce que vous faites ? Et on lui a dit : aucune idée. Alors il a dit arrêtez une seconde, essayez de trouver un point de départ et recommencez. »

— Scotty Moore
Phillips vient de trouver le son qu'il cherchait. Trois jours plus tard, l'animateur de radio de Memphis Dewey Phillips passe That's All Right dans son émission. Les auditeurs ne tardent pas à appeler en nombre pour connaître le nom du chanteur ; beaucoup d'entre eux croient qu'il s'agit d'un Afro-Américain. Quelques jours plus tard, le trio Presley-Moore-Black enregistre Blue Moon of Kentucky, une chanson de bluegrass de Bill Monroe, et un 45 tours est pressé par Sun Records avec That's All Right en face A et Blue Moon of Kentucky en face B.

#### Premiers concerts et contrat avec RCA
Le trio se produit pour la première fois en public le 17 juillet au club Bon Air. À la fin du mois, ils jouent au Overton Park Shell (en) en première partie de Slim Whitman. Sur scène, le sens du rythme de Presley et son trac lui font trembler les jambes. Avec son pantalon large, qui amplifie ses mouvements, il fait hurler les jeunes femmes dans le public. Moore et Black quittent peu après leur ancien groupe pour jouer régulièrement avec Presley, Scotty Moore devient l'agent du trio. Ils se produisent régulièrement sur la scène de l'Eagle Nest entre les mois d'août et d'octobre. Durant cette période, Presley prend confiance en lui et développe progressivement son jeu de scène.

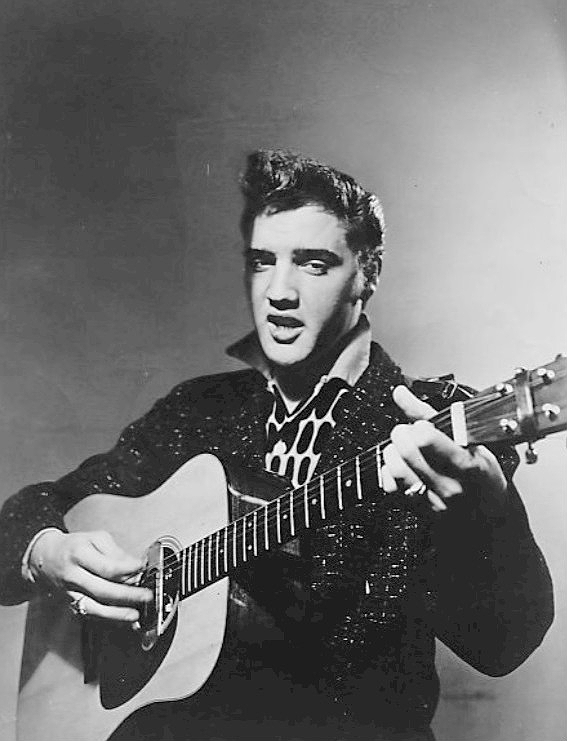
Elvis Presley en 1955.

Le 2 octobre, Elvis Presley se produit pour la seule fois de sa carrière dans le spectacle Grand Ole Opry à Nashville. Le public n'est pas enthousiasmé et le producteur Jim Denny explique à Sam Phillips que le chanteur ne convient pas à son programme,. Deux semaines plus tard, Presley apparaît dans Louisiana Hayride, le principal concurrent de l'Opry, diffusé sur 198 stations de radio dans vingt-huit États différents. À nouveau saisi par le trac durant la première moitié du concert, il se ressaisit et la deuxième moitié est très bien accueillie par le public. Le batteur de Lousiana Hayride, D. J. Fontana, se joint au trio pour cette performance. C'est un tel succès que Presley est engagé pour apparaître tous les samedis dans le programme pendant une année. Le chanteur vend son ancienne guitare et s'achète une Martin pour 175 dollars.
Au début de l'année 1955, Bob Neal devient le deuxième agent d'Elvis Presley, après Scotty Moore. Grâce à ses concerts dans tout le Sud-Ouest des États-Unis, ses cinq 45 tours chez Sun Records et ses apparitions hebdomadaires dans Louisiana Hayride, Elvis Presley est devenu une vedette régionale, dont la notoriété s'étend du Tennessee au Texas. C'est peut-être par l'intermédiaire de Bob Neal avec qui il a signé un mandat de représentation en bonne et due forme que le « colonel » Tom Parker, l'agent du chanteur de country Hank Snow, découvre Presley et l'engage pour la tournée de Snow en février,. Cet élément, comme tant d'autres, reste sujet à caution. Ainsi Scotty Moore lorsqu'il était agent du chanteur avait déjà contacté Tom Diskin, le bras droit du Colonel en décembre 1954.
Le 3 mars, Presley apparaît pour la première fois à la télévision lors de la diffusion de Louisiana Hayride sur la chaîne KSLA (en). Il auditionne ensuite, sans succès, pour l'émission de CBS Arthur Godfrey's Talent Scouts. Arthur Godfrey, dont l'invité permanent était Pat Boone, qui sera présenté comme le concurrent d'Elvis, critiquera sans appel Elvis alors qu'il ne l'a jamais rencontré puisque ce sont ses assistants qui l'ont auditionné.
Sa musique mêle blues et country, une fusion qui prend ultérieurement le nom de rockabilly. De ce fait, elle ne rentre pas dans une case prédéfinie : les stations de radio consacrées à la country refusent de le diffuser parce qu'il chante comme un Afro-Américain, tandis que celles consacrées au rhythm and blues le rejettent parce qu'il chante de la musique de péquenauds.
Le 6 mai 1955, il est le cavalier de Dixie Locke, sa petite amie de l'époque qui participe à son bal de promo junior. Elle sort régulièrement avec le chanteur depuis qu'il est diplômé de Humes et pendant son séjour au studio Sun Records.
En août 1955, Presley renouvelle son contrat avec Bob Neal et engage Parker comme conseiller spécial. Le trio, qui devient un quatuor avec l'arrivée définitive de D. J. Fontana, continue à donner des concerts à un rythme soutenu jusqu'à la fin de l'année. Presley est devenu un jeune artiste prometteur qui intéresse plusieurs maisons de disques. Après trois offres allant jusqu'à 25 000 dollars, Parker et Phillips parviennent à un accord avec RCA Victor, qui rachète le contrat de Presley à Sun Records pour la somme jamais vue jusqu'alors de 40 000 dollars. Deux entités, Elvis Presley Music et Gladys Music, sont créées par Parker avec la compagnie Hill & Range (en) pour gérer les prochains enregistrements du chanteur. RCA promeut rapidement son poulain et réédite plusieurs chansons parues chez Sun avant la fin de l'année.

### Succès et controverses (1956-1958)

#### Premières télévisions nationales et premiersnos1

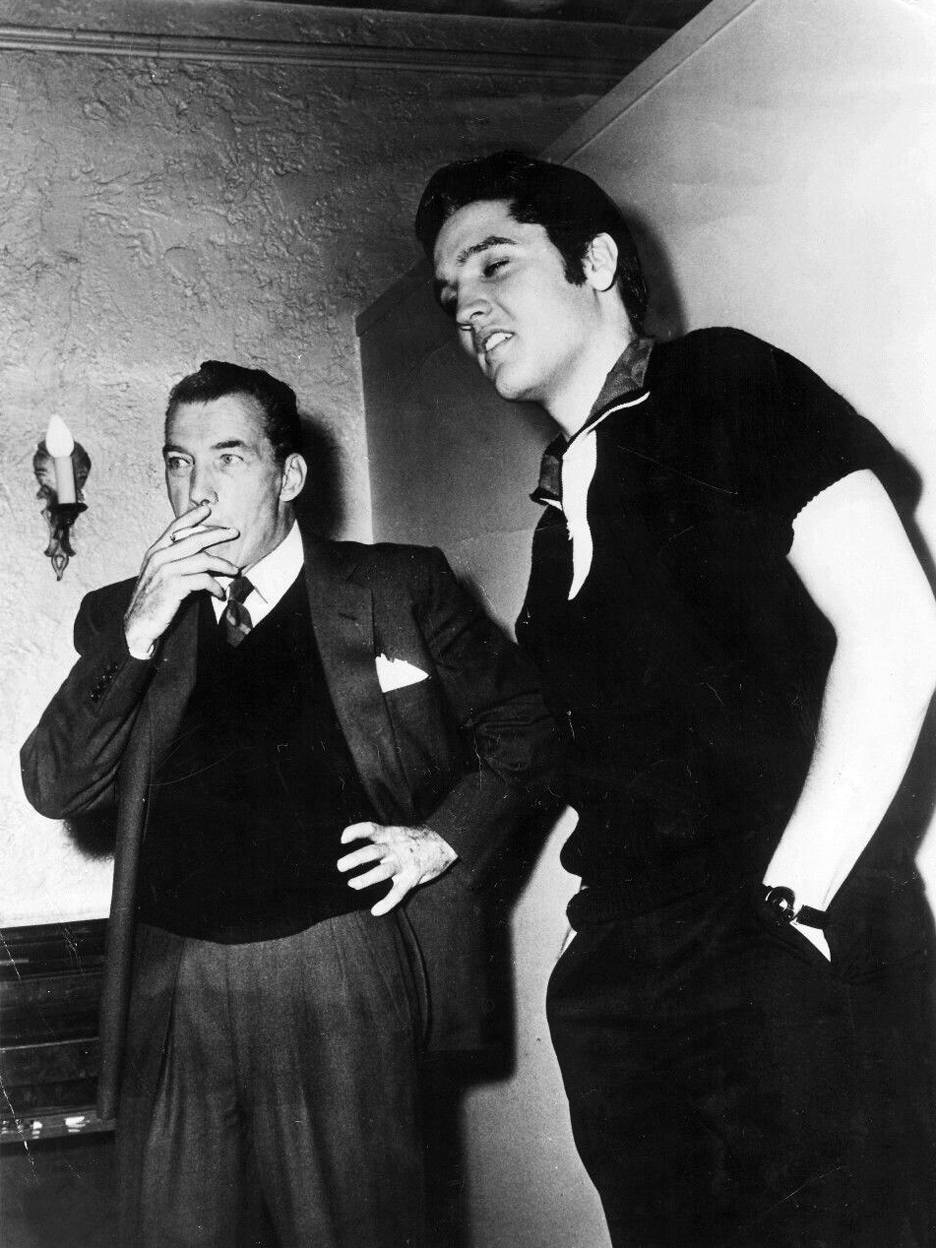
Ed Sullivan et Elvis Presley le 26 octobre 1956, durant les répétitions du Ed Sullivan Show.

La première séance d'enregistrement d'Elvis Presley pour RCA a lieu le 10 janvier 1956 à Nashville. Outre Scotty Moore, Bill Black et D. J. Fontana, plusieurs musiciens accompagnent le chanteur : le pianiste Floyd Cramer, le guitariste Chet Atkins et trois choristes, dont Gordon Stoker des Jordanaires. La ballade Heartbreak Hotel, enregistrée à cette occasion, est éditée en 45 tours le 27 janvier. Presley fait sa première apparition sur une chaîne de télévision nationale le lendemain, dans l'émission Stage Show produite à New York et diffusée sur CBS. Une fois l'émission tournée, il se rend aux studios RCA de New York où il enregistre huit chansons le même jour, dont une reprise du Blue Suede Shoes de Carl Perkins. Le colonel Parker devient son seul agent le 2 mars (Parker informe son avocat que Bob Neal et Hank Snow n'ont plus de lien contractuel avec Elvis). Elvis Presley, le premier album du chanteur, est publié le 23 mars par RCA. Il comprend cinq chansons inédites enregistrées pour Sun Records et sept nouvelles chansons. C'est le premier album de rock à atteindre le sommet du classement des ventes établi par le magazine Billboard, une position qu'il conserve pendant dix semaines.
Le 3 avril, Presley se produit sur le pont de l'USS Hancock à San Diego pour l'émission Milton Berle Show. Les marins et leurs petites amies lui réservent un accueil déchaîné. À la fin du mois, Heartbreak Hotel devient son premier no 1 dans le hit-parade pop. Il se produit pendant deux semaines au casino New Frontier de Las Vegas, devant un public d'âge mûr qui n'apprécie guère sa musique mais qu'Elvis aura néanmoins réussi à conquérir à la fin de la durée de son premier engagement à Vegas. C'est à Las Vegas que Presley découvre la version qu'a faite Freddie Bell de Hound Dog une chanson écrite par Jerry Leiber et Mike Stoller et popularisée en 1953 par Big Mama Thornton. Hound Dog (version Freddie Bell) devient dès lors le morceau de clôture de ses concerts. Il entame ensuite une tournée dans le Midwest au cours de laquelle il joue dans quinze villes différentes en quinze jours.
Presley passe pour la deuxième fois au Milton Berle Show le 5 juin. Il laisse sa guitare en coulisses, sur les conseils de Berle. Durant son interprétation de Hound Dog, il se livre à des mouvements suggestifs qui donnent lieu à une importante controverse médiatique,. Son déhanché lui vaut le surnom « Elvis le Pelvis », qu'il n'apprécie guère. En revanche, lorsqu'il apparaît dans le Steve Allen Show (en) le 1er juillet, c'est pour chanter Hound Dog à un basset hound portant haut-de-forme et cravate, ce qu'il considère par la suite comme la performance la plus ridicule de sa carrière. Pour la première fois, l'émission de Steve Allen réalise de meilleures performances que celle d'Ed Sullivan. Bien que celui-ci ait déclaré Presley « inapproprié pour un public familial », il lui verse 50 000 dollars pour trois apparitions dans son Ed Sullivan Show, du jamais vu à l'époque. La première émission, diffusée le 9 septembre, est vue par environ 60 millions de téléspectateurs, soit 82,6 % de parts de marché. Love Me Tender enregistre un million de précommandes après son interprétation. Cette émission joue un rôle déterminant et propulse Presley au rang de superstar nationale.
Lors des concerts de Presley, le public réagit de manière toujours plus incendiaire. Lors de son passage au Mississippi-Alabama Fair and Dairy Show, en septembre, 50 membres de la Garde nationale sont dépêchés pour prêter main-forte aux forces de l'ordre.

#### Débuts au cinéma et collaboration avec Leiber et Stoller

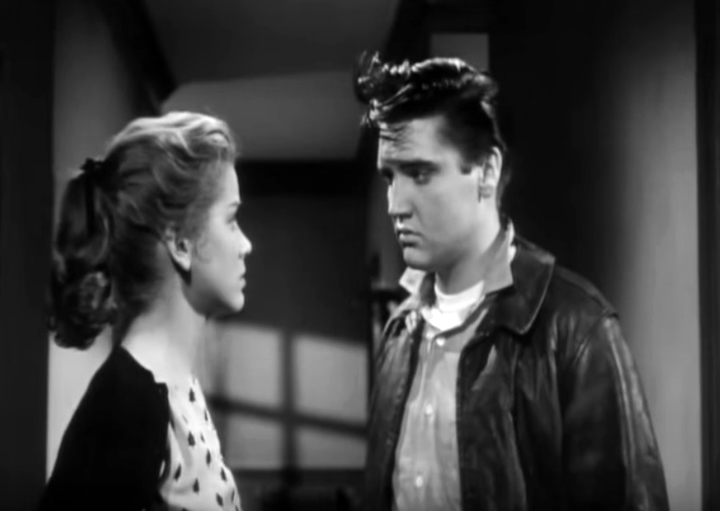
Elvis Presley et Dolores Hart dans Bagarres au King Créole, son quatrième film (1958).

Presley, qui rêve de faire carrière au cinéma, signe un contrat de sept ans avec Paramount Pictures le 25 avril 1956. C'est toutefois la 20th Century Fox qui produit son premier film, Le Cavalier du crépuscule, sorti en salle le 21 novembre, Hal Wallis chez Paramount ayant choisi de prendre le temps de faire écrire un scénario sur mesure pour Elvis. Bien qu'il n'interprète qu'un rôle secondaire dans le Cavalier du crépuscule, les producteurs du film ajoutent quatre de ses chansons et modifient le titre pour faire référence à Love Me Tender, son plus récent succès. Les critiques sont médiocres (sans pour autant être unanimes, certains y voyant des débuts prometteurs) et le public répond présent. Entre-temps est sorti le deuxième album du chanteur, Elvis, qui se classe rapidement en tête des ventes. Il inclut notamment Love Me, une chanson écrite par Jerry Leiber et Mike Stoller, les auteurs de Hound Dog.
Le 4 décembre, Presley participe à une jam session dans les studios de Sun Records avec Carl Perkins, Jerry Lee Lewis et Johnny Cash. Cette séance impromptue, que Sam Phillips prend soin d'enregistrer, entre dans la légende sous le nom de Million Dollar Quartet. À la fin de l'année, Presley fait la une du Wall Street Journal, qui rapporte que la vente de produits dérivés du chanteur a rapporté 22 millions de dollars. RCA a beau être l'une des plus grandes maisons de disques américaines, il représente plus de la moitié de leurs ventes de 45 tours sur l'année 1956.
Presley participe pour la troisième et dernière fois au Ed Sullivan Show le 6 janvier 1957. Afin de défendre sa décision d'inviter Elvis dans son émission, Steve Allen a dû publier une lettre ouverte pour se justifier. À cette occasion, les caméras ne cadrent que le haut de son corps : d'après certains auteurs, cette quasi-censure serait une idée du Colonel Parker afin de faire parler de son poulain,. Greil Marcus compare son apparence dans cette émission au Cheik de Rudolph Valentino. Hollywood le perçoit comme un acteur naturel aussi attirant que Valentino et ses jeunes fans encouragent leurs aînés à se remémorer la frénésie qui avait entouré l'arrivée de Valentino avant que celui-ci ne devienne une star mondiale. Le chanteur conclut sa performance en interprétant le gospel Peace in the Valley, et Ed Sullivan le décrit à la fin de l'émission comme « un brave garçon ». Au mois de mars, le chanteur achète pour ses parents et lui un manoir situé à une quinzaine de kilomètres au sud de Memphis : Graceland.
Les trois singles de Presley sortis dans la première moitié de l'année 1957 se classent en tête du hit-parade : Too Much en février, All Shook Up en avril et (Let Me Be Your) Teddy Bear en juillet. Son deuxième film, Amour frénétique, sort en salle le même mois et sa bande originale, Loving You, devient le troisième no 1 consécutif du chanteur. La chanson-titre est écrite par Leiber et Stoller. Le duo collabore plus étroitement avec Presley sur la bande originale de son film suivant, Le Rock du bagne (novembre 1957), dont ils écrivent quatre des six chansons. Le public est toujours aussi déchaîné lors des trois tournées données par Presley au cours de l'année. Des étudiants le bombardent d'œufs à Philadelphie(plus précisément : 4 étudiants ont lancé 6 œufs qui n'ont pas atteint le chanteur), tandis qu'à Vancouver le public envahit la scène car les forces de l'ordre étaient en nombre insuffisant pour contenir la foule de 25 000 personnes présentes au concert.

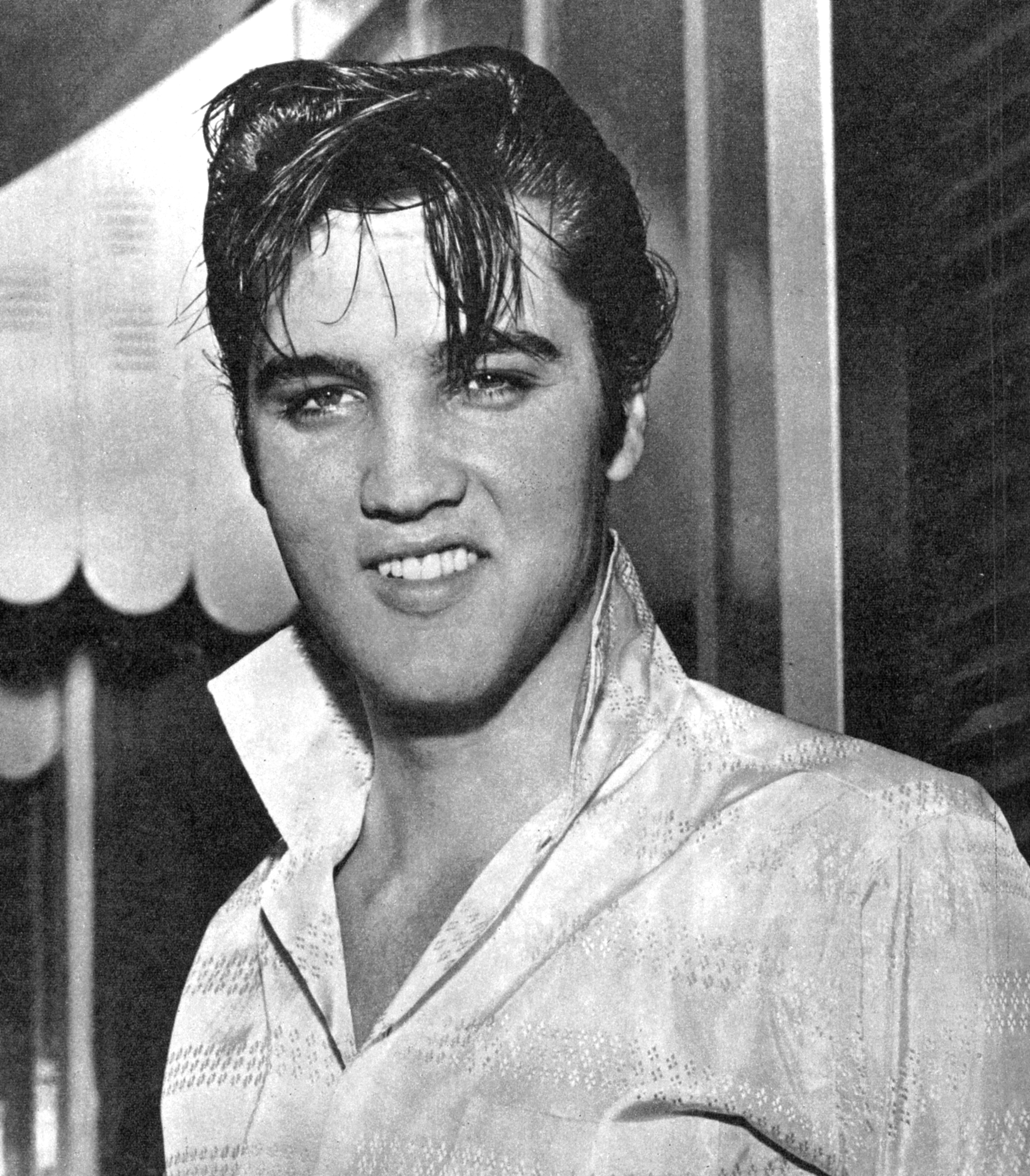
Elvis Presley en 1958.

Sorti au mois d'octobre, Elvis' Christmas Album se classe à son tour en tête des ventes. Il inclut notamment Santa Claus Is Back in Town, un blues aux paroles ambiguës écrit par Leiber et Stoller. C'est l'album de Noël le plus vendu de tous les temps aux États-Unis. Scotty Moore et Bill Black, qui se sentent de plus en plus tenus à l'écart et qui ne profitent pas financièrement de leur collaboration avec Presley, annoncent alors leur démission. Ils sont réembauchés quelques semaines plus tard, percevant dès lors des indemnités journalières.
À la mi-janvier 1958, alors que Don't devient le dixième no 1 d'Elvis Presley, l'enregistrement de la bande originale du film Bagarres au King Créole prend place à Hollywood. C'est la dernière fois que Leiber et Stoller, qui écrivent trois chansons, collaborent avec le chanteur. La séance du 1er février marque également la dernière apparition de Bill Black aux côtés d'Elvis Presley. Le contrebassiste meurt d'une tumeur au cerveau en 1965.

### Service militaire et décès de sa mère (1958-1960)

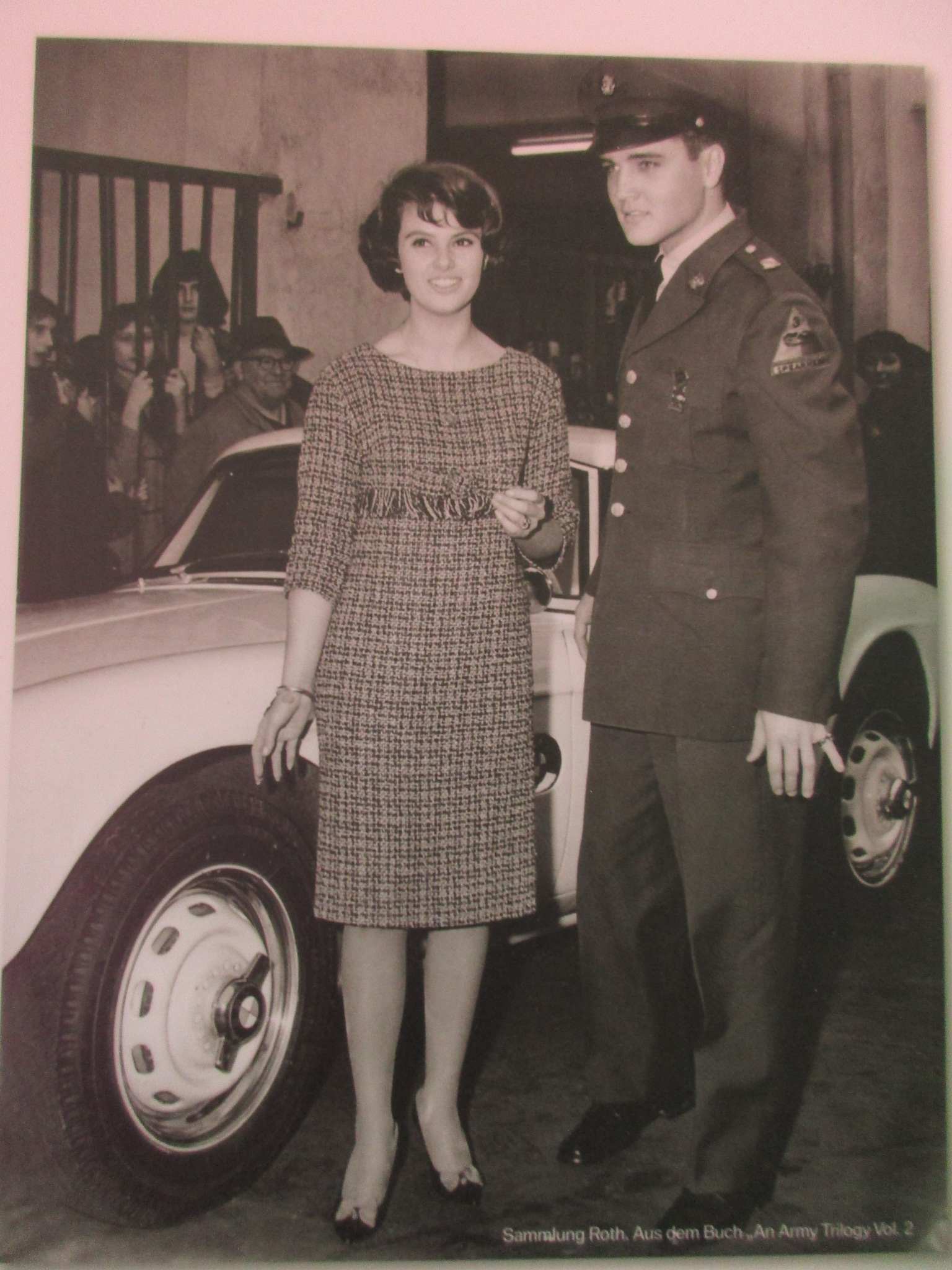
Elvis Presley et sa BMW 507 durant son service militaire de l'U.S. Army en Allemagne entre 1958 et 1960.

Elvis Presley est appelé sous les drapeaux le 20 décembre 1957. Il obtient un ajournement jusqu'à la mi-mars afin de tourner Bagarres au King Créole. C'est donc le 24 mars 1958 qu'il est conscrit à Fort Chaffee, près de Fort Smith, dans l'Arkansas, matricule US-53310761. Les médias suivent de près l'événement, au point que des photographes l'accompagnent dans les bâtiments de l'armée. Presley déclare quant à lui ne pas vouloir de traitement de faveur.
Au début du mois d’août, Gladys tombe malade au Texas. Alors qu'il suit son entraînement à Fort Hood, au Texas, Presley apprend que sa mère est à l'hôpital. Le 11 août, à la suite d'appels de son médecin, Presley demande un congé d'urgence pour rendre visite à sa mère. Après avoir été initialement lanterné, Presley est finalement autorisé à quitter son service le 12 août pour aller la voir à Memphis où elle était hospitalisée. Elle meurt deux jours plus tard, le 14 août à l'âge de 46 ans. La cause officielle du décès est une crise cardiaque, malgré les difficultés éprouvées par le corps médical pour établir leur conclusion les Presley n'ont pas souhaité faire d'autopsie. Le chanteur, très proche de sa mère, est anéanti et n'a plus jamais été le même. Les funérailles ont lieu le 15 août et Presley s'effondre à plusieurs reprises avant, pendant et après le service. Le 18 août, le congé de Presley est prolongé de cinq jours.
Le 1er octobre, une fois son entraînement terminé, Presley rejoint la 3e division blindée à Friedberg, en Allemagne de l'Ouest. Un sergent lui fait découvrir les amphétamines, supposées aider les soldats à rester éveillés durant les nuits de garde. Il est considéré par ses camarades comme un soldat comme les autres, qui ne se vante pas de sa célébrité et fait preuve d'une grande générosité. Il reverse sa solde à des organisations caritatives et achète des postes de télévision et des treillis de rechange pour ses pairs. C'est également durant son séjour à Friedberg qu'il rencontre sa future femme, Priscilla Beaulieu, alors âgée de 14 ans; leur relation à l'époque sera donc amicale en raison de son jeune âge.
Le chanteur s'inquiète des conséquences du service militaire sur sa carrière, mais le producteur Steve Sholes et l'éditeur Freddy Bienstock s'arrangent pour continuer à fournir régulièrement au public des disques d'Elvis, en puisant dans ses enregistrements inédits. C'est ainsi qu'il place dix chansons dans le Top 40 durant ses deux années à l'armée, parmi lesquelles Wear My Ring Around Your Neck, Hard Headed Woman et One Night en 1958, puis (Now and Then There's) A Fool Such as I et le no 1 A Big Hunk o' Love en 1959. RCA édite également quatre 33 tours durant cette période, dont la compilation Elvis' Golden Records, no 3 des ventes en 1958. Dès le mois d'août 1959 Hal Wallis rend visite à Elvis en Allemagne. Il annonce le tournage du film G.I. Blues qui débute par quelques prises de vue faites en collaboration avec l'armée, tout en précisant qu'Elvis ne participera pas au tournage avant la fin de son service militaire en mars 1960.

### Carrière à Hollywood (1960-1968)

#### «Elvis est de retour»
Rentré aux États-Unis le 2 mars 1960, Elvis Presley est rendu à la vie civile le 5. Le train qui le ramène au Tennessee depuis le New Jersey est pourchassé par ses admirateurs, et il doit s'arrêter à plusieurs reprises pour que le chanteur puisse faire de brèves apparitions. Dans la soirée du 20 mars, il enregistre des chansons aux studios RCA de Nashville. Le single Stuck on You se classe rapidement en tête des charts. Quinze jours plus tard, une deuxième séance boucle l'enregistrement de l'album Elvis Is Back!, ainsi que les ballades It's Now or Never et Are You Lonesome Tonight?, qui sortent à leur tour en single. L'album témoigne de la polyvalence du chanteur.

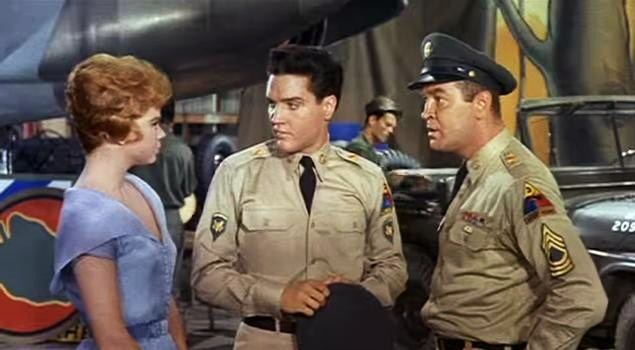
Juliet Prowse, Elvis Presley et Arch Johnson dans la bande-annonce du film Café Europa en uniforme (1960).

En octobre, G.I. Blues, la bande originale de Café Europa en uniforme, premier film de Presley depuis son retour, devient no 1 des ventes à sa sortie. Deux mois plus tard sort His Hand in Mine, le premier 33 tours de musique chrétienne du chanteur, qui connaît un succès significatif pour un album de gospel. Lors d'un concert de charité à Memphis, en février 1961, RCA remet au chanteur une plaque certifiant des ventes mondiales de plus de 75 millions de disques. Courant mars, une séance de 12 heures à Nashville met en boîte l'album Something for Everybody, qui puise dans le Nashville sound et devient son sixième no 1. Le 25 mars, Presley donne un concert de charité à Hawaï, dont les bénéfices doivent financer un mémorial aux victimes de l'attaque de Pearl Harbor. C'est sa dernière prestation en public jusqu'en 1968.

#### Les films s'enchaînent
Le colonel Parker impose alors un programme de tournage chargé à Presley, qui se retrouve tête d'affiche de films musicaux légers, aux budgets modestes et aux scénarios prévisibles. Le chanteur tente d'imposer des rôles plus sérieux, mais l'échec des Rôdeurs de la plaine (1960) et d'Amour sauvage (1961) le convainc de ne plus s'écarter de la formule gagnante. La majeure partie des vingt-sept films qu'il tourne jusqu'en 1969 s'inscrivent dans cette catégorie. Leur accueil critique est désastreux, mais ils sont presque tous bénéficiaires au box-office. Comme le résume le producteur Hal Wallis, « rien n'est sûr à Hollywood, sauf un film de Presley ».
Quinze des films de Presley sont accompagnés d'une bande originale en 33 tours, et cinq autres d'un EP. Sa musique souffre de leur cadence de sortie accélérée (il joue fréquemment dans trois films par an). Jerry Leiber décrit la formule que suivent toutes ces bandes originales : « trois ballades, un morceau de tempo moyen, un morceau rapide, et un boogie blues. » Leur qualité va décroissant au fil de la décennie. Des auteurs de renom, comme Doc Pomus et Mort Shuman, continuent d'écrire pour Presley, mais la majeure partie de ses chansons durant cette période est l'œuvre d'auteurs de second ordre. Le chanteur est conscient de cette évolution et déteste de nombreux titres qu'il est forcé d'interpréter,. Le monde a changé, la musique aussi, de nouveaux chanteurs et groupes sont apparus, à l'instar des Beatles — qu'Elvis Presley accueille le 27 août 1965 dans sa maison de Bel Air à Los Angeles — ou de Bob Dylan — dont la chanson Tomorrow is a long time est enregistrée par Presley en mai 1966 pour le film Spinout.

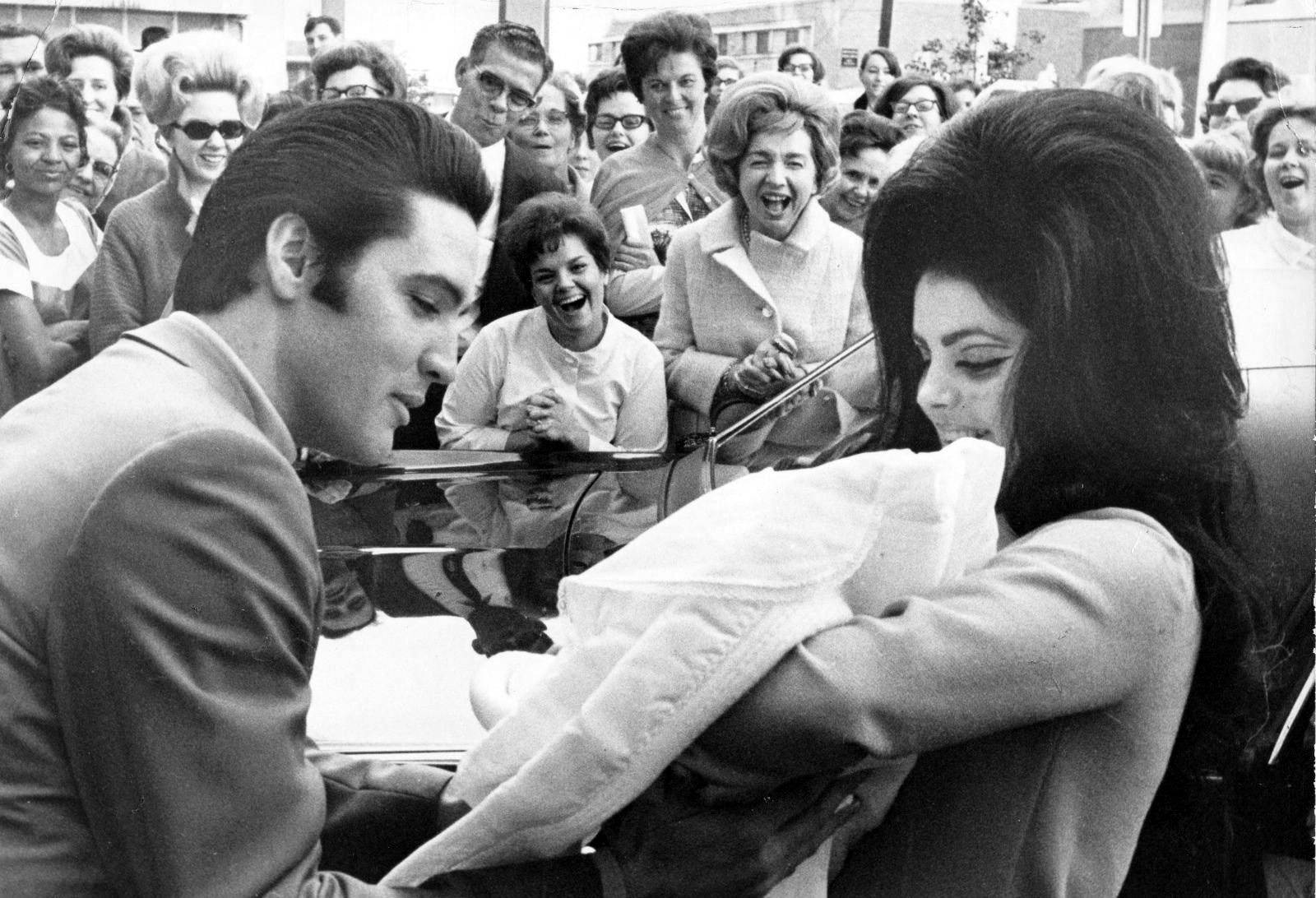
Elvis Presley avec sa femme et sa fille en février 1968.

Durant la première moitié des années 1960, trois bandes originales de Presley se classent en tête de ventes, et quelques chansons qui en sont tirées deviennent des classiques, comme Can't Help Falling in Love (1961) ou Return to Sender (1962). Au fil du temps, le succès commercial diminue. Ce n'est qu'à la fin de l'année 1967 que les résultats médiocres de l'album Clambake font prendre conscience du problème à la direction de RCA. Entre début 1967 et la mi-1968, seuls deux des huit singles du chanteur se classent dans le Top 40, et la bande originale Speedway, sortie en mai 1968, ne dépasse pas la 82e place du classement des albums. D'aucuns considèrent qu'Elvis Presley est alors tourné en ridicule par les mélomanes et qu'il n'est plus défendu que par ses admirateurs les plus acharnés. Cependant, en septembre 1967, un classement lui attribue la deuxième place des chanteurs les plus populaires derrière Otis Redding et devant Bob Dylan. Durant cette période, Elvis Presley ne publie qu'un seul album qui ne soit pas une bande originale : son deuxième 33 tours de musique chrétienne, How Great Thou Art (1967), qui remporte le Grammy Award de la meilleure performance religieuse. En janvier de la même année, il apparaît pour la septième fois dans le top 10 des acteurs établi par le Motion Picture Herald.

#### Mariage et paternité
Presley demande Priscilla Beaulieu en mariage peu avant Noël 1966, sept ans après leur première rencontre amicale, et trois ans après le retour d'Allemagne de Priscilla. La cérémonie nuptiale se déroule le 1er mai 1967 dans la suite que le couple occupe à l'Aladdin Hotel de Las Vegas. Une deuxième cérémonie de mariage a lieu le 29 mai à Memphis.
Leur fille unique, Lisa Marie, voit le jour le 1er février 1968.

### Le grand retour (1968-1973)

#### Elvis, l'émission spéciale

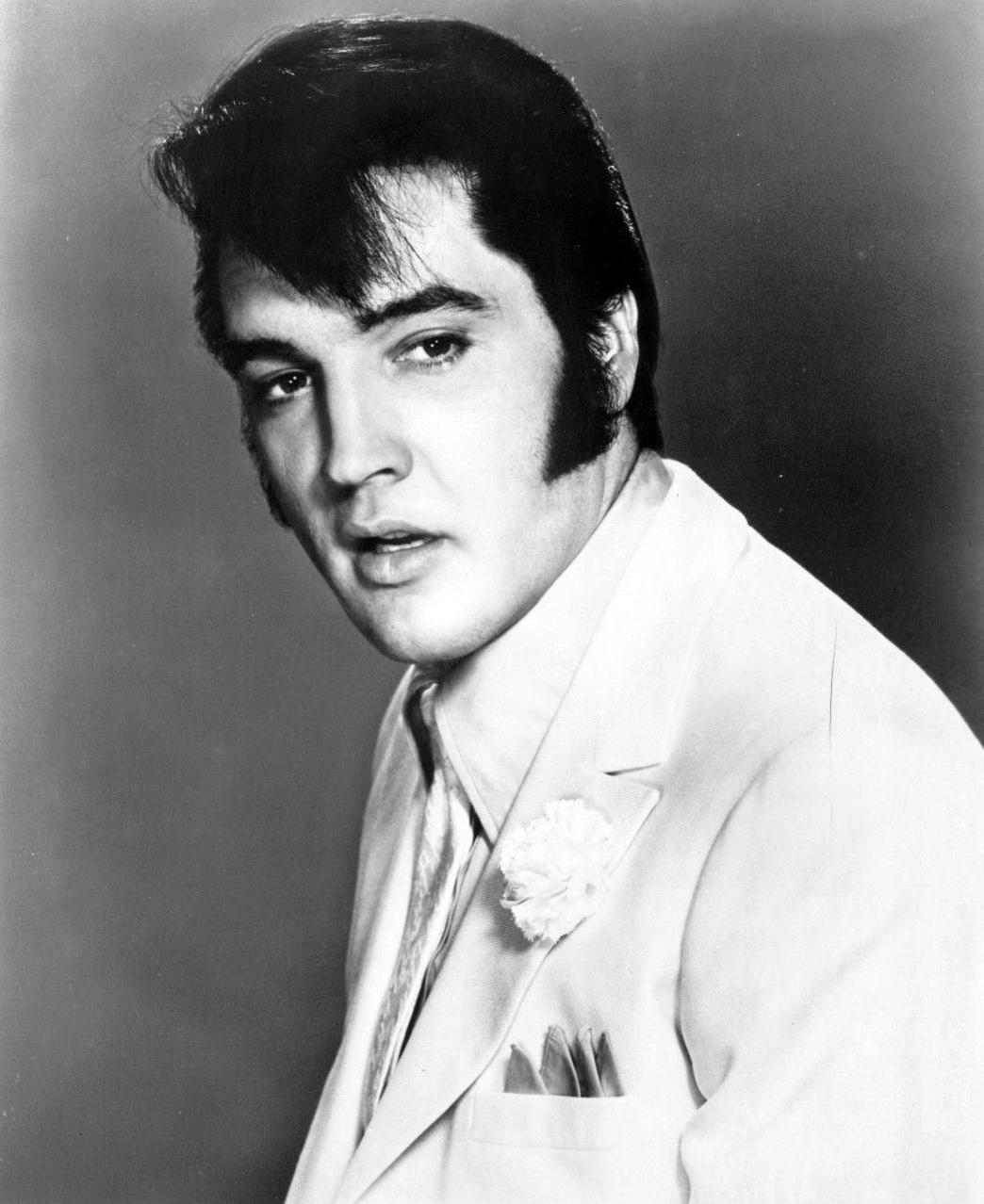
Elvis Presley en 1968 (photo promotionnelle pour le film The Trouble with Girls).

Le déclin artistique des films et albums d'Elvis Presley s'accompagne d'un déclin commercial, si bien qu'au début de l'année 1968, le Colonel Parker a du mal à trouver des producteurs désireux d'investir le million de dollars habituel pour un film du chanteur. Il change donc de stratégie et conclut un accord avec NBC, qui verse 1,25 million de dollars pour un film et une émission de télévision spéciale pour Noël. La dernière apparition de Presley à la télévision remonte alors au 12 mai 1960, date de diffusion de The Frank Sinatra Timex Show: Welcome Home Elvis, une émission présentée par Frank Sinatra et diffusée sur la chaîne ABC.
Le 17 janvier 1968, Thomas W. Sarnoff vice Président de NBC annonce à la presse que la première émission TV spéciale d'Elvis Presley est prévue pour la saison '68-'69. En juillet 1968 la presse confirme que l'émission est enregistrée et devrait battre des records d'audience lors de sa diffusion en décembre.
L'émission spéciale pour NBC, simplement intitulée Elvis, est captée à Burbank fin juin et diffusée le 3 décembre 1968. Mise en scène par Steve Binder, elle se compose de plusieurs segments enregistrés en studio dans des décors très travaillés, mais aussi de prises en direct durant lesquelles Presley, anxieux à l'idée de chanter devant un public, est accompagné par ses anciens musiciens Scotty Moore et D. J. Fontana, ainsi que par ses amis Alan Fortas, Charlie Hodge et Lance LeGault. Au cours de cette séquence demeurée célèbre sous le nom de « Sit down show », Elvis porte un costume en cuir noir qui rappelle ses débuts. L'émission est un succès pour NBC : c'est la plus regardée de la saison pour la chaîne, avec 42 % de parts de marché,.

#### De Memphis à Vegas
Ragaillardi par le succès de son émission spéciale, Presley entre à l'American Sound Studio de Memphis pour préparer un album, son premier disque qui ne soit ni une bande originale, ni un recueil de chants chrétiens, depuis huit ans. Enregistré avec le groupe maison, les « Memphis Boys », sous la houlette du producteur Chips Moman, From Elvis in Memphis propose un son influencé par la soul de la Stax. Il sort en juin 1969, deux mois après le single In the Ghetto. La critique et le public leur réservent un bon accueil ; l'album reste plus de vingt semaines dans les charts.
Le chanteur souhaite également redonner des concerts de manière régulière. Des offres affluent du monde entier, mais l'accord sera finalement conclu avec l'International Hotel de Las Vegas pour 57 dates. Comme Moore, Fontana et les Jordanaires préfèrent rester à Nashville, Presley met sur pied un groupe d'accompagnement avec le guitariste James Burton et deux groupes de gospel, The Imperials et The Sweet Inspirations. Il est nerveux, mais sa première soirée à l'International, le 31 juillet, est un triomphe : les 2 200 spectateurs, dont beaucoup de célébrités, lui font trois ovations debout. L'hôtel ne lachera pas de si tôt celui qui est en train de battre des records d'audience : Presley s'y produira en février et en août pendant cinq ans pour un salaire annuel d'un million de dollars.
Le mois de novembre voit la sortie de L'habit ne fait pas la femme, le dernier film hollywoodien de Presley, et du double album From Memphis to Vegas / From Vegas to Memphis, composé pour moitié de chansons enregistrées en direct à l'International Hotel et pour moitié de chansons provenant des séances aux studios American Sound du début de l'année. Suspicious Minds se classe en tête des ventes de singles : c'est son premier no 1 depuis plus de sept ans, mais aussi son dernier[réf. nécessaire].

#### La reprise des tournées
Le premier engagement mensuel de Presley à l'International Hotel, en février 1970, donne lieu à l'album live On Stage, publié au mois de juin. À la fin du mois, le chanteur donne six concerts au Houston Astrodome devant un nombre record de spectateurs. Le single The Wonder of You, sorti en avril, se classe en tête des charts easy-listening. De retour à l'International au mois d'août, Presley est filmé par la MGM pour le documentaire Elvis: That's the Way It Is. Il se produit alors vêtu d'un jumpsuit (en) (combinaison), vêtement caractéristique de ses performances scéniques dès lors. Le documentaire s'accompagne d'un album, également intitulé That's the Way It Is, qui mêle prises en studio et enregistrements live. Il abandonne le son roots des séances de Memphis de l'année précédente au profit d'une musique plus consensuelle, où la country et la soul laissent place à une pop traditionnelle plus en accord avec les goûts du public de Las Vegas. Presley entreprend une tournée d'une semaine dans le Sud des États-Unis en septembre, sa première depuis 1958, suivie d'une autre semaine de concerts sur la côte ouest en novembre.

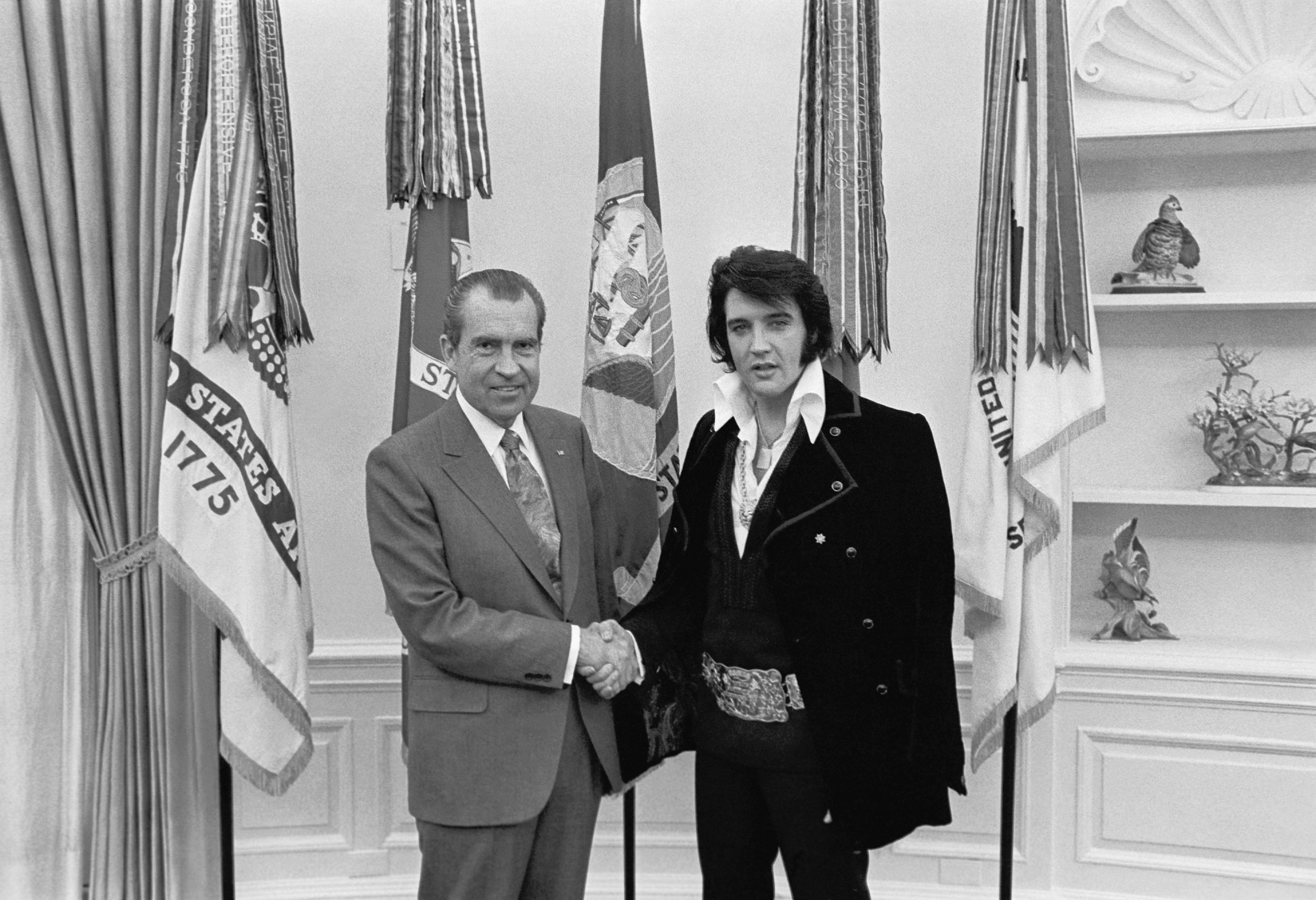
Presley et Richard Nixon à la Maison-Blanche le 21 décembre 1970.

Le 21 décembre 1970, le chanteur rencontre le président Richard Nixon à la Maison-Blanche. C'est pour lui l'occasion d'affirmer son patriotisme et son mépris pour la contre-culture des années 1960, en particulier en ce qui concerne la drogue, dans le contexte de la War on Drugs. Il demande au président de lui remettre un badge du Bureau des narcotiques et des drogues dangereuses et critique les Beatles, qu'il juge pro-drogues et anti-Américains, bien qu'il interprète certaines de leurs chansons sur scène.
L'année 1971 voit la parution de trois albums. Le mieux accueilli par la critique est Elvis Country (I'm 10,000 Years Old), un disque couvrant l'éventail des variantes de la musique country, du bluegrass au rockabilly, mais celui qui se vend le mieux est un album de Noël, Elvis Sings the Wonderful World of Christmas.

#### Divorce etAloha from Hawaii
En 1972, la MGM produit un documentaire, Elvis on Tour. Filmé lors de plusieurs concerts de la tournée du 5 au 19 avril, le documentaire remporte le Golden Globe du meilleur documentaire. La même année, Presley remporte son deuxième Grammy pour l'album de gospel He Touched Me. Il donne quatre concerts devant salle comble au Madison Square Garden en juin. Celui du 10 est immortalisé sur l'album Elvis: As Recorded at Madison Square Garden. Après cette tournée sort le 45 tours Burning Love, qui marque la dernière apparition du chanteur dans le Top 10 américain.
Le couple Presley bat de l'aile. Priscilla et Elvis deviennent de plus en plus distants, vivant à peine ensemble. En 1971, Joyce Bova, avec qui Presley a une liaison, se retrouve enceinte, et avorte, à l'insu du chanteur. Le couple Presley se sépare le 23 février 1972 et entame une procédure de divorce le 18 août. En juillet 1972 Priscilla est vue en compagnie de Mike Stone dont le divorce sera finalisé en octobre, il s'agit du professeur de karate qu'elle a vu pour la première fois le 28 mai 1968 à Hawaï durant sa seconde lune de miel avec Elvis, mais à l'époque elle avait une liaison avec son professeur de danse. Après avoir demandé le divorce, Elvis a cru qu’il lui suffirait de se rendre au tribunal pour obtenir un jugement définitif jusqu’à ce que Priscilla retarde en mai 1973 le jugement final afin d’obtenir une somme qu’elle estime être plus appropriée à l’ex femme d’une star millionnaire. Priscilla avait confié à Olivier Bis, qui tenait avec elle un magasin de vêtements qu'elle avait des problèmes de fin de mois et retournerait au tribunal pour obtenir plus d'argent suite à son divorce; elle lui indiqua également qu'elle reprendrait le nom Presley parce que ce serait bon pour les affaires. Le divorce est prononcé le 9 octobre 1973. Presley, qui entame une relation avec le mannequin Linda Thompson, est déprimé par la fin de son mariage.

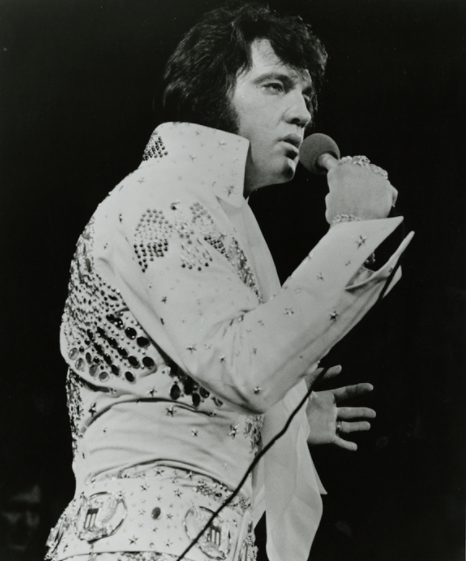
Elvis Presley en 1973.

En janvier 1973, Presley donne deux concerts de charité au bénéfice du Kui Lee Cancer Fund. Le premier sert de répétition pour le second qui a lieu le 14 janvier et donne lieu à la première retransmission mondiale par satellite. L'émission Aloha from Hawaii est visionnée par des millions de spectateurs à travers le monde,,. Le chanteur y apparaît dans un costume blanc emblématique, avec une cape frappée d'un aigle symbolisant l'Amérique. Le double album Aloha from Hawaii Via Satellite est publié en février et s'écoule à plus de cinq millions d'exemplaires aux États-Unis.

### Problèmes de santé et dernières années (1973-1977)

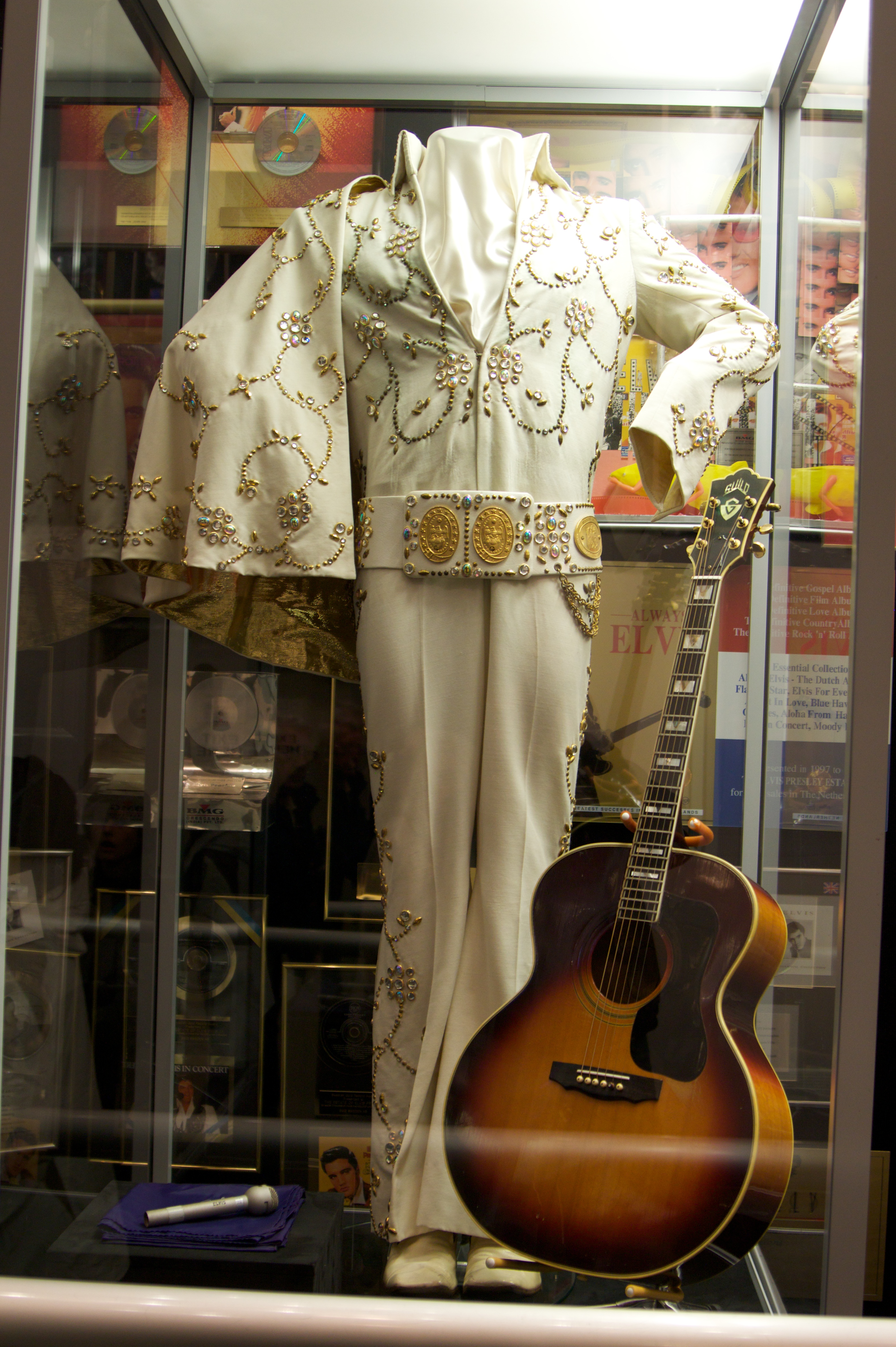
Un jumpsuit porté par Presley, conservé à Graceland.

La consommation excessive de médicaments et d'amphétamines a des effets sur la santé de Presley. Il fait deux surdoses de barbituriques en 1973 et finit à l'hôpital après la seconde juste après la finalisation de son divorce. Pourtant il donne de plus en plus de concerts, jusqu'à 168 pour la seule année 1973. Son état de santé se dégrade brutalement en septembre 1974, ce qui inquiète ses collaborateurs, mais le public est tenu dans l'ignorance et continue à assister en masse à ses concerts.
En revanche, le chanteur passe de moins en moins de temps en studio, ce qui inquiète RCA. Après avoir enregistré 18 chansons en décembre 1973, il ne met pas les pieds dans un studio d'enregistrement pendant toute l'année 1974. Un album live, Elvis Recorded Live on Stage in Memphis, est publié au mois de juillet par RCA. Il inclut notamment une version de How Great Thou Art qui vaut à Presley son troisième et dernier Grammy Award. Il reprend le chemin des studios en mars 1975, mais une deuxième session organisée par le Colonel Parker à la fin de l'année ne débouche sur rien. RCA finit par envoyer un studio mobile à Graceland en 1976 pour offrir au chanteur deux séances complètes chez lui, mais même dans ces conditions, le travail en studio lui est pénible.
Toutes ces séances d'enregistrement fournissent suffisamment de morceaux pour remplir six albums. Bien que Presley ne soit plus compétitif dans les classements des ventes généraux, ses albums réalisent de belles performances sur le marché de la country : Promised Land (1975), From Elvis Presley Boulevard, Memphis, Tennessee (1976) et Moody Blue (1977) se classent en tête du classement consacré à ce genre. Ses singles sont également un succès dans les charts country et adult contemporary.
En novembre 1976, Presley met un terme à sa relation avec Linda Thompson et fréquente Ginger Alden. Son surpoids et sa consommation excessive de médicaments ont un effet désastreux sur ses concerts. Il s'efforce d'honorer ses engagements, mais ses performances sont plus courtes qu'avant, il lui arrive d'être complètement incompréhensible. Fin mars 1977, il est incapable de monter sur scène à Baton Rouge et doit annuler plusieurs concerts. Le public exprime son mécontentement, mais le chanteur ne semble pas en avoir conscience, tout à sa passion pour le spiritualisme.
Lors d'une tournée, au mois de juin, Presley est filmé par CBS en vue d'une émission spéciale, Elvis in Concert, dont la diffusion est prévue pour octobre. Il apparaît très affaibli le 19 à Omaha, et oublie parfois quelques paroles. Il offre une meilleure performance deux jours plus tard à Rapid City, et donne son ultime concert au Market Square Arena d'Indianapolis le 26 juin 1977.

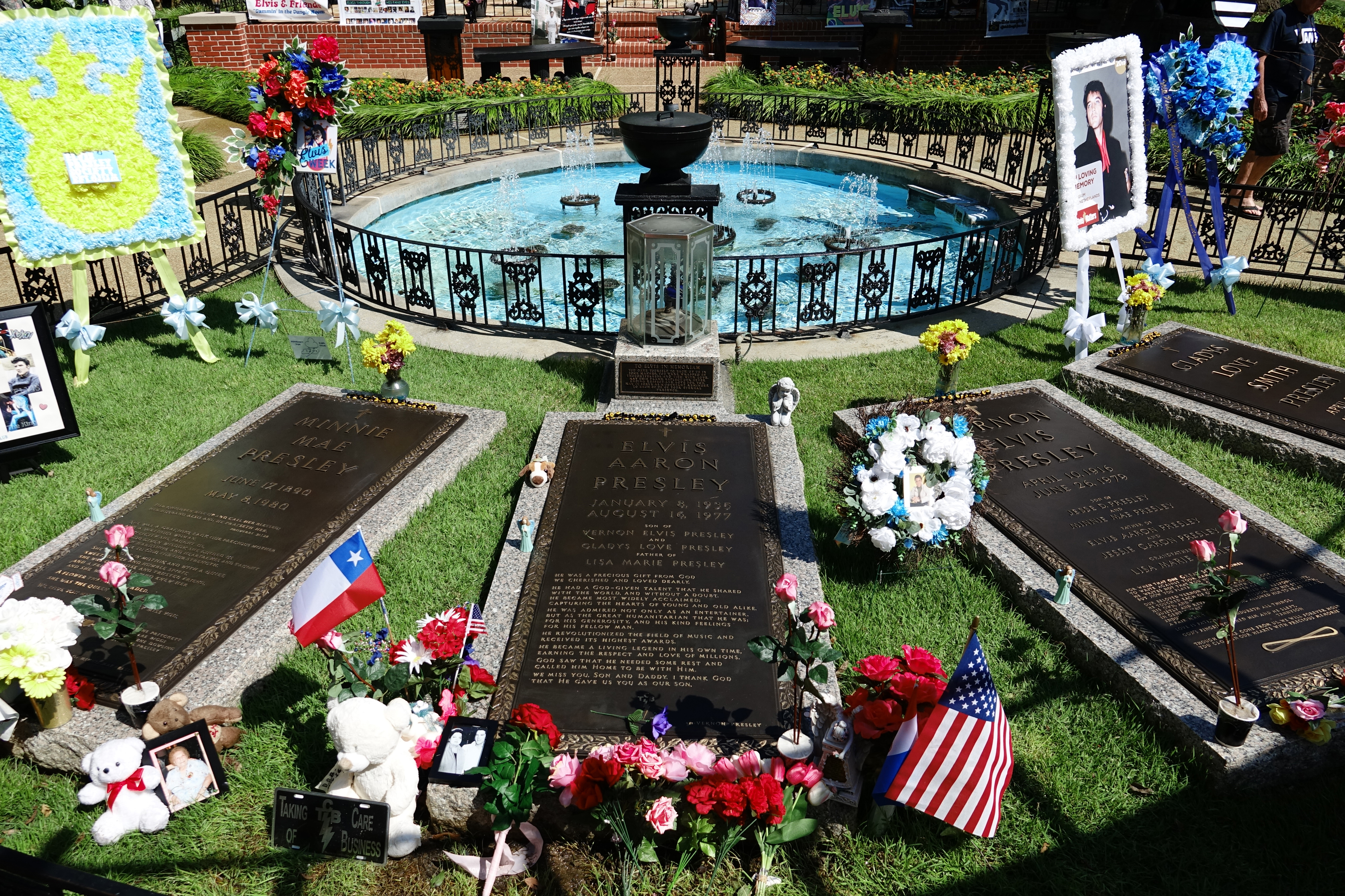
La pierre tombale d'Elvis Presley à Graceland.

Red West, Sonny West et Dave Hebler, trois anciens gardes du corps de Presley renvoyés par son père Vernon en juillet 1976, révèlent les addictions de Presley dans leur livre Elvis: What Happened?, publié le 1er août 1977. La liste de ses problèmes de santé ne cesse de s'allonger : il souffre de glaucome, d'hypertension artérielle, de problèmes de foie et de colectasie, autant de troubles aggravés par l'abus conjoint d'amphétamines et de médicaments. Les amphétamines, légales à cette époque, compensaient la surcharge de son agenda, alors que les surdoses de médicaments cassaient les effets des amphétamines, et lui procuraient le sommeil. Durant les derniers mois de sa vie Elvis a également dû affronter différents problèmes judiciaires suite à l'agressivité de ses gardes du corps à l'égard des fans (Red West lisait une de ces plaintes quand il a appris son licenciement), il était également poursuivi par le Dr Nick et Joe Esposito parce qu'il avait mis fin au projet de clubs sportifs qui lui était apparu comme un gouffre financier, son ex femme continuant à réclamer l'argent du divorce il a dû mettre en gage Graceland.

#### Mort
Elvis Presley doit quitter Memphis par avion le 16 août 1977 pour entreprendre une tournée. Dans l'après-midi, Ginger Alden le découvre étendu sur le sol de sa salle de bains, victime d'une crise cardiaque. Les tentatives de réanimation échouent, sa mort est prononcée à 15 h 30 au Baptist Memorial Hospital. Ses funérailles ont lieu le 18 août à Graceland. 80 000 personnes assistent à la procession funèbre jusqu'au cimetière de Forest Hill, où le chanteur est enterré auprès de sa mère Gladys.

### Religion et spiritualité
Le goût d'Elvis pour la musique est né dans une église des Assemblées de Dieu à Tupelo où l'amenait sa mère durant son enfance, puis dans une église de Memphis durant son adolescence, églises dont les services étaient imprégnés de la culture musicale afro-américaine des spirituals. Durant son adolescence, il a développé une passion pour l’apprentissage de chants chrétiens.
Plus tard, c'est son coiffeur Larry Geller qui l'aurait influencé en lui prêtant notamment les livres Autobiography of a Yogi de Paramahansa Yogananda et The Impersonal life de Joseph Sieber Benner (en). Il offrira autour de lui des milliers de copies du livre de Benner. Elvis passera un temps considérable à lire et à chercher « la raison de sa naissance ».
Durant sa carrière, il a gardé sa foi chrétienne qu’il a notamment exprimée dans des albums gospel.
Le jour de sa mort, on a trouvé The Scientific Search for the Face of Jesus de Franck Adams près de lui.

### Karaté
Presley a pratiqué le karaté (style Shitō-ryū) depuis son service militaire en Allemagne en 1958. Il a obtenu sa ceinture noire en 1960 à Memphis. Il a eu pour sensei le champion Henry Slomanski (en)[réf. nécessaire].

## Discographie

### Albums
- 1956 : Elvis Presley (no 1)
- 1956 : Elvis (no 1)
- 1957 : Loving You (B.O., no 1)
- 1957 : Elvis' Christmas Album (no 1)
- 1958 : King Creole (B.O.)
- 1960 : Elvis Is Back!
- 1960 : G.I. Blues (B.O., no 1)
- 1960 : His Hand in Mine
- 1961 : Something for Everybody (no 1)
- 1961 : Blue Hawaii (B.O., no 1)
- 1962 : Pot Luck
- 1962 : Girls! Girls! Girls! (B.O.)
- 1963 : It Happened at the World's Fair (B.O.)
- 1963 : Fun in Acapulco (B.O.)
- 1964 : Kissin' Cousins (B.O.)
- 1964 : Roustabout (B.O.)
- 1965 : Girl Happy (B.O.)
- 1965 : Harum Scarum (B.O.)
- 1966 : Frankie and Johnny (B.O.)
- 1966 : Paradise, Hawaiian Style (B.O.)
- 1966 : Spinout (B.O.)
- 1967 : How Great Thou Art
- 1967 : Double Trouble (B.O.)
- 1967 : Clambake (B.O.)
- 1968 : Speedway (B.O.)
- 1969 : From Elvis in Memphis
- 1969 : From Memphis to Vegas / From Vegas to Memphis
- 1971 : Elvis Country (I'm 10,000 Years Old)
- 1971 : Love Letters from Elvis
- 1971 : Elvis Sings the Wonderful World of Christmas
- 1972 : Elvis Now
- 1972 : He Touched Me
- 1973 : Elvis
- 1973 : Raised on Rock
- 1974 : Good Times
- 1975 : Promised Land
- 1975 : Today
- 1976 : From Elvis Presley Boulevard, Memphis, Tennessee
- 1977 : Moody Blue

### Principaux singles
Ces singles se sont classés dans le Top 10 des ventes aux États-Unis[réf. nécessaire].
- 1956 : Heartbreak Hotel (no 1)
- 1956 : I Want You, I Need You, I Love You (no 1)
- 1956 : Don't Be Cruel (no 1)
- 1956 : Hound Dog (no 1)
- 1956 : Love Me Tender (no 1)
- 1956 : Love Me
- 1957 : Too Much (no 1)
- 1957 : All Shook Up (no 1)
- 1957 : (Let Me Be Your) Teddy Bear (no 1)
- 1957 : Jailhouse Rock (no 1)
- 1958 : Don't (no 1)
- 1958 : Wear My Ring Around Your Neck
- 1958 : Hard Headed Woman (no 1)
- 1958 : One Night
- 1958 : I Got Stung
- 1959 : (Now and Then There's) A Fool Such as I
- 1959 : I Need Your Love Tonight
- 1959 : A Big Hunk o' Love
- 1960 : Stuck on You (no 1)
- 1960 : It's Now or Never (no 1)
- 1960 : Are You Lonesome Tonight? (no 1)
- 1961 : Surrender (no 1)
- 1961 : I Feel So Bad
- 1961 : (Marie's the Name) His Latest Flame
- 1961 : Little Sister
- 1961 : Can't Help Falling in Love
- 1962 : Good Luck Charm (no 1)
- 1962 : She's Not You
- 1962 : Return to Sender
- 1963 : (You're the) Devil in Disguise
- 1963 : Bossa Nova Baby
- 1965 : Crying in the Chapel
- 1969 : In the Ghetto
- 1969 : Suspicious Minds (no 1)
- 1969 : Don't Cry Daddy
- 1970 : The Wonder of You
- 1972 : Burning Love

### Ventes de disques

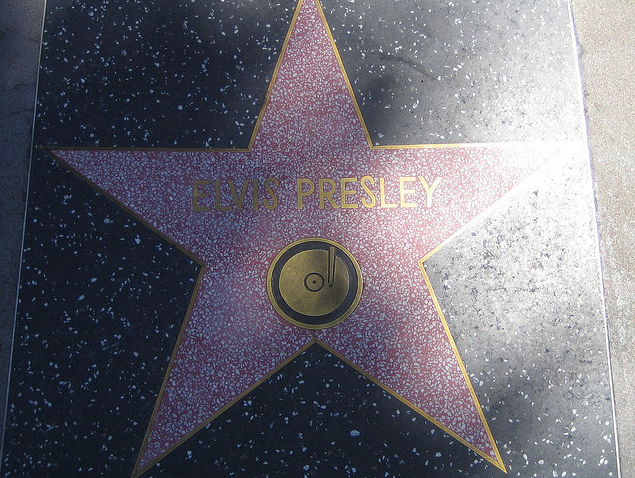
L'étoile d'Elvis Presley au Hollywood Walk of Fame, Los Angeles.

À l'époque où Presley débute, le public achète peu d'albums et c'est avant tout grâce aux singles qu'Elvis devient l'un des trois plus importants vendeurs de disques au monde (avec les Beatles et Michael Jackson). L'estimation de ses ventes de disques varie entre 233 millions et 1 milliard,,. Cependant, si l'on considère uniquement les ventes d'albums, le groupe britannique devance très largement Elvis Presley ; aucun album de l'Américain ne s'est suffisamment bien écoulé pour apparaître dans les classements des albums les plus vendus de tous les temps[réf. nécessaire].
Elvis Presley a obtenu quatre-vingt-deux disques d'or - soit au moins cinq cent mille copies officiellement écoulées pour chacun. En 2010, l'organisme qui dénombre les ventes de disques aux États-Unis, la RIAA, crédite de 176 millions les ventes d'albums des Beatles et de 120 millions celles d'Elvis Presley. Côté singles, si le groupe britannique en place vingt à la première place des classements américains, contre dix-huit pour Presley, a contrario l'Américain en compte trente-huit dans les dix premières places contre trente-quatre pour les Beatles. Au Top 40, Elvis Presley se place encore devant avec 114, tandis que le groupe en affiche 52. Il l'emporte aussi en nombre de semaines passées à la première place, avec 80 contre 59[réf. nécessaire].

## Elvis Presley et le cinéma

### Elvis acteur
Dès 1956, Hollywood s'intéresse à Elvis  Presley. À l'origine du projet, il ne devait y avoir aucune chanson, mais les producteurs en ajoutent quatre et The Reno Brother's (titre original) est rebaptisé Love Me Tender, du titre de son  succès du moment. Le film, qui parle de la guerre de Sécession, est mal perçu par les admirateurs d'Elvis, ils s'indignent de voir leur idole dans un second rôle[réf. nécessaire]. Néanmoins, le film est un succès. Le film suivant, Loving You, reprenant le titre de son dernier succès, est écrit et réalisé sur mesure pour lui. Il joue pratiquement son propre rôle, celui d'un petit chanteur qui devient une superstar grâce au travail et à un agent affairiste. Loving You obtient un immense succès[réf. nécessaire] et Elvis devient une vedette du cinéma. Dans son troisième film, archétype du film violent, Elvis joue un employé qui aime chanter, mais qui, à la suite d'une bagarre, tue un gars et part en prison. Là, il chante, devient la coqueluche de ses codétenus et, libéré, devient une vedette avant de connaître les affres de la célébrité. Le film, Jailhouse Rock, également titre d'un de ses standards, remporte un succès retentissant auprès des jeunes[réf. nécessaire].
King Creole est son dernier film tourné avant qu'il parte pour l'armée en 1958. Le scénario était prévu pour James Dean [réf. nécessaire] et le personnage passe du boxeur au chanteur. Encore une fois, Elvis interprète un garçon simple qui s'en sort grâce à la chanson.

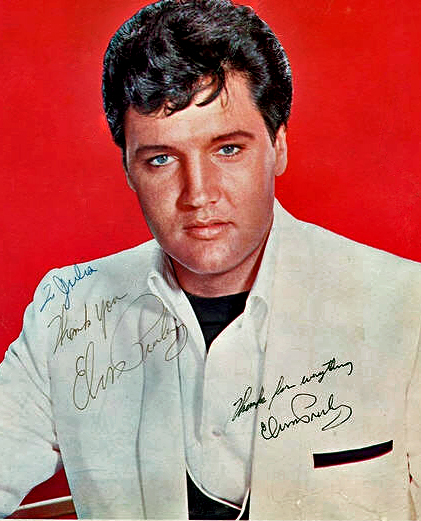
Elvis Presley en 1966 (photo publicitaire pour le film Le Tombeur de ces demoiselles)

À partir de 1960, après l'armée, Elvis Presley se consacre au cinéma, et tourne 27 films en 9 ans, dont Les Rôdeurs de la plaine (1960), Sous le ciel bleu de Hawaï (1961), L'Idole d'Acapulco (1963) avec Ursula Andress, L'Amour en quatrième vitesse (1964) avec Ann-Margret, qui est son plus gros succès au box-office (rapportant plus de 9 millions de dollars à la MGM, pour moins d'1 million de dollars investis[réf. nécessaire]), Girl Happy (1965), Tickle Me (1965), À plein tube (1968) avec Nancy Sinatra, Le Grand Frisson (1968). Ses ventes de disques, tirées uniquement des bandes sonores des films, chutent, et Elvis ne rencontre plus le même succès. Par ailleurs, Elvis Presley se lasse des éternels mêmes rôles qui lui sont proposés et devant la caméra s'ennuie de manière ostentatoire[réf. nécessaire]. Lorsque son contrat cinématographique prend fin en 1969, Elvis, fatigué et critiqué, met un terme à sa carrière à Hollywood[réf. nécessaire].

## Elvis Presley et la télévision
Elvis a fait trois émissions spéciales à la télévision[réf. nécessaire] : Elvis (souvent appelé le « come back special », 1968), Elvis : Aloha from Hawaii, via Satellite (1973), et Elvis in Concert (1977).

## Influence et postérité

### Influence d'Elvis dans la musique

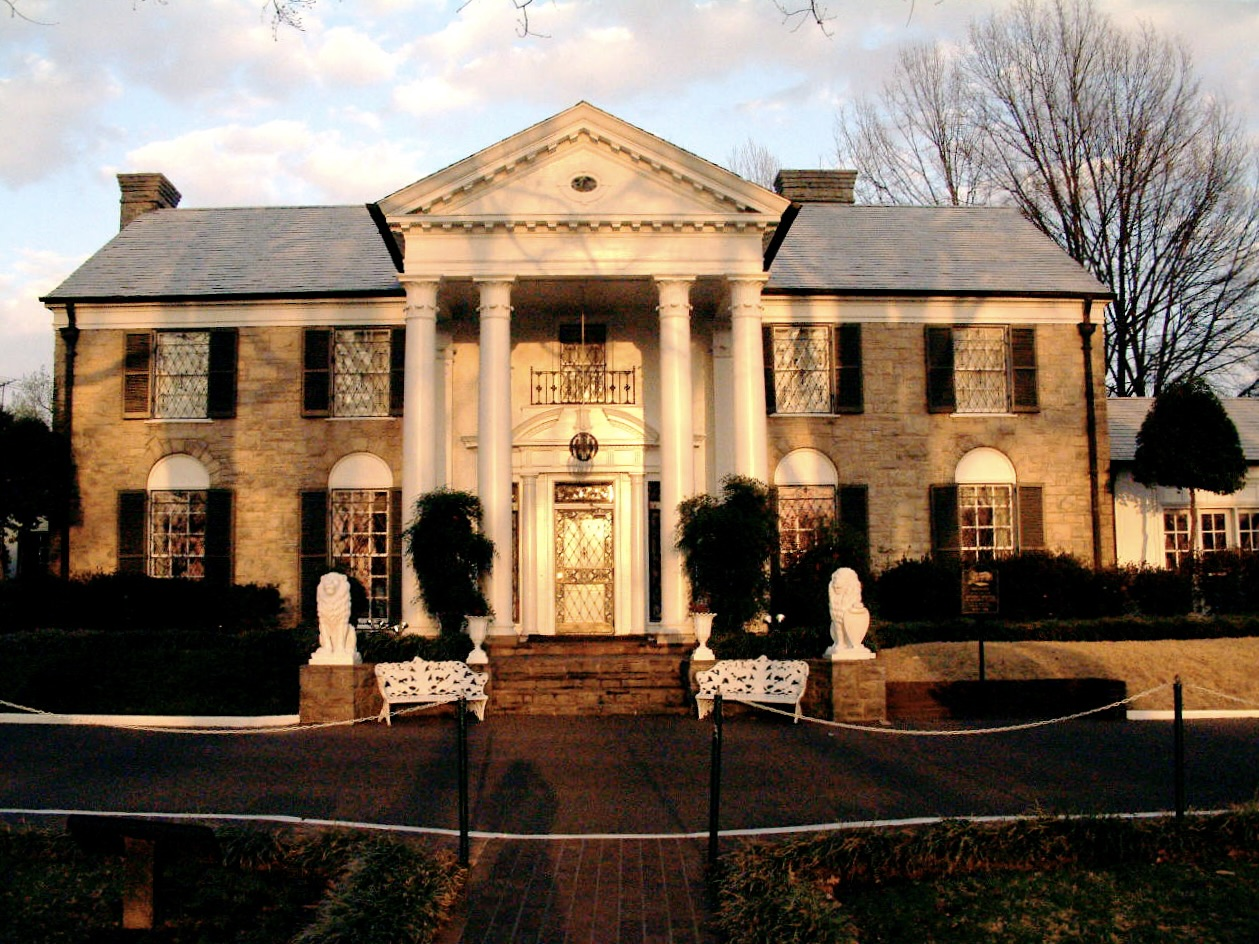
Graceland.

Elvis Presley est considéré comme la principale icône du rock 'n' roll, bien que son batteur jusqu'en 1968 estime que leur musique ne soit pas à proprement parler du rock et ne puisse être circonscrite à un genre en particulier. Sa voix, sa musique, sa gestuelle provocatrice, ses habitudes vestimentaires, son parcours (enfance misérable, célébrité fulgurante, come back, persévérance malgré les difficultés, descente aux enfers et mort prématurée) en ont fait une idole populaire et non seulement le symbole d'une certaine rébellion adolescente mais aussi de presque chaque stade de la vie de tout individu. Elvis est considéré comme le principal acteur de la large diffusion du rock 'n' roll auprès du grand public blanc américain puis européen. En effet, si le jazz avait déjà associé étroitement musique et sexualité, et si plusieurs interprètes blancs étaient aux côtés d'Elvis dans son rôle de pionnier du rock (par exemple, Bill Haley), Presley est le premier blanc à associer le sex-appeal (un physique avantageux, des inflexions de voix et des mouvements du bassin très suggestifs) à cette nouvelle forme de musique, tout en y ajoutant un son plus dynamique et plus percutant issu des studios Sun de Memphis. Bien que considéré comme choquant par la frange conservatrice américaine, il contribue largement à populariser le genre musical et ouvre la voie de la reconnaissance à de nombreux artistes noirs, tels que Chuck Berry, Bo Diddley et Little Richard, ainsi qu'aux rockers blancs, tels que Buddy Holly et Jerry Lee Lewis.
Sa popularité, en particulier auprès des adolescentes, a atteint des sommets inédits ; ses concerts et ses apparitions en public ont donné lieu à des mouvements de foule. Le succès d'Elvis auprès des jeunes, dont le pouvoir d'achat est grandissant, dicte la mode non seulement musicale, mais également capillaire ou vestimentaire. C'est un véritable phénomène de société. C'est principalement grâce à Elvis Presley que l'Europe découvre le rock, même derrière le rideau de fer. Cliff Richard s'en inspire et devient à l'aube des années soixante, l'une des plus grandes vedettes du Royaume-Uni. John Lennon a reconnu que « s'il n'y avait pas eu un Elvis, il n'y aurait pas eu les Beatles ». Les adolescents du monde entier copient la coiffure d'Elvis et la demande pour postes de radio à transistors augmente énormément, et Sony passe du statut de petit fabricant japonais de radio à celui de multinationale[réf. nécessaire].
Encore aujourd'hui icône du XXe siècle, d'innombrables artistes de la seconde moitié du siècle se définissent par rapport à son influence, soit en revendiquant son héritage, soit pour le rejeter comme symbole d'une musique dépassée - en particulier à partir du mouvement punk. Elvis Costello lui a emprunté le prénom Elvis pour faire décoller sa carrière. Le crooner pop Chris Isaac le copie. Dire Straits a écrit une chanson-hommage, Calling Elvis. Frank Zappa a aussi écrit une forme de chanson-hommage avec son Elvis Has Just Left The Building. En France, le chanteur rockabilly Jesse Garon emprunte son nom de scène aux prénoms du jumeau mort-né d'Elvis, le rockeur australien Nick Cave consacre sa chanson Tupelo au mythe entourant le chanteur. Le groupe californien Dread Zeppelin avec son leader Greg Tortell (alias Tortelvis) parodient Elvis jusqu'au ridicule, distribuant foulards et colliers hawaïens à la foule, lors de leurs concerts, et connaissent une fructueuse carrière durant les années 1980. Enfin, en hommage, le groupe U2 enregistre sur l'album The Unforgettable Fire, en 1984, le titre Elvis Presley and America. Il existe également des imitateurs américains (comme Jimmy « Orion » Ellis (1945-1998) ou Doug Church), dont les voix se rapprochent énormément de celle d'Elvis[réf. nécessaire].
Le cinéma a également rendu hommage à Elvis Presley, dans Ultimo Elvis (Armando Bo, 2012) où il est « incarné » par John McInerny, l'un de ses imitateurs[réf. nécessaire].
Influences, hommages, clins d'œil, symboles liés à Elvis Presley deviennent dans les années après sa mort omniprésents dans la culture américaine, la dernière partie de sa vie devient notamment une source infinie d'emprunt[réf. nécessaire].

#### Elvis The Concertet les concerts virtuels
En 1997, Elvis the Concert le tout premier concert virtuel d'Elvis, synchronisé par ordinateur, présente Elvis Presley sur grand écran, avec ses musiciens des années 1970 réunis sur scène. Ils font des tournées dans le monde entier[réf. nécessaire].
Le concert est dirigé par Joe Guercio avec la participation du TCB Band des groupes vocaux The Sweet Inspirations et The Imperials. Les images vidéos d'Elvis proviennent du NBC '68 Comeback Spécial, du concert satellite Elvis : Aloha from Hawaii, ainsi que les concerts filmés de la MGM, That's the Way It Is de 1970, et Elvis on Tour de 1972. Le concert est testé aux États-Unis en 1997 et 1998 avant d'être présenté en Europe en 1999[réf. nécessaire].
En 2009, le Cirque du soleil reprend ce concept à Las Vegas avec le spectacle Viva Elvis.[réf. nécessaire].

### Au cinéma et à la télévision
La vie d'Elvis Presley a suscité quatre adaptations cinématographiques[source insuffisante] et de nombreux documentaires. De nombreux films et téléfilms mettent en scène le chanteur, plus ou moins proche de son personnage réel selon le propos et le genre de l'œuvre. Certaines apparitions sont brèves, tenant plus du clin d'œil, comme dans Forrest Gump.

### Regain de popularité auXXIesiècle
Elvis connaît aussi un regain de popularité lors de la coupe du monde de football de 2002, lorsque Nike utilise le remix de sa chanson A Little Less Conversation par le DJ néerlandais Junkie XL comme fond sonore d'une publicité mettant en scène des vedettes internationales de football. Ce morceau devient numéro un dans plus de vingt pays, y compris aux États-Unis. À peu près au même moment, sort une compilation, qui se termine en deux volets, des plus grandes chansons d'Elvis : Elv1s 30 #1 Hits. Le remix est ajouté à l'album comme 31e morceau, juste avant la sortie du CD en octobre 2002. Vingt-cinq ans après sa mort, l'album, qui regroupe les principaux succès de Presley et dont la restauration sonore est excellente, atteint la première place des classements[réf. nécessaire].
L'année 2017 célébrant les 40 ans de la disparition du King, des manifestations se déroulent un peu partout dans le monde, depuis Graceland pour un concert commémoratif au beau milieu de la semaine Elvis, avec un orchestre symphonique, en passant par Sydney et son Festival dédié auquel on se rend par l'Elvis Express, jusqu'au Musée de Cambrai qui remplace ses guides par des sosies de Presley. Inspiré par les compilations primées, If I Can Dream (en) (2015) et The Wonder of You (en) (2016), le concert commémoratif donne aux fans l'occasion d'entendre les plus grands succès du King interprétés par Elvis Presley lui-même sur grand écran, accompagné d'un orchestre symphonique en direct[réf. nécessaire]. Le concert comprend une apparition de Priscilla Presley ainsi que d'autres invités. Un album contenant 2 CD nommé Elvis Symphonique sort le 4 août 2017 et contient de nombreux succès d'Elvis Presley revisités sur un accompagnement symphonique.
Parmi ses nombreuses réussites, Elvis est l'un des deux chanteurs, avec Roy Orbison, à avoir eu simultanément deux albums dans le Top 5 des classements de ventes d'albums[réf. nécessaire]. Il fait partie du Rock and Roll Hall of Fame, du Country Music Hall of Fame et du Gospel Music Hall of Fame (en).

### Popularité en France
En France, Dick Rivers, Johnny Hallyday et Eddy Mitchell découvrent le rock 'n' roll à travers Elvis Presley. Ils s'en inspirent, et popularisent en France cette musique venue d'outre-Atlantique. Presley ouvre la voie à de nombreux rockers américains qui vendent leurs disques en Europe et y font des tournées.
L'image et l'influence du chanteur « rebelle au grand cœur » se retrouve aussi chez Joe Dassin, Mike Brant, Renaud, voire chez des acteurs comme Alain Delon et Gérard Depardieu[réf. nécessaire].
Le look d'Elvis inspire plusieurs personnages des bandes dessinées de Frank Margerin comme Lucien et Manu[réf. nécessaire].

### Popularité au Japon
Comme en France, plusieurs musiciens imitent le look d'Elvis pour promouvoir une image de « rebelle rock n'roll ». Le look d'Elvis est une source d'inspiration pour les jeunes adeptes de moto, la coiffure banane et la combinaison "jumpsuit" sont des sources d'inspiration courante de la cérémonie de la majorité[réf. nécessaire].

### Popularité au Québec
Le chanteur Johnny Farago donne une série de concerts en hommage à Elvis à la fin des années 1970 et au début des années 1980. La station de télévision Télé-Métropole lance un concours d'imitateurs à l'émission Les Tannants. Ce concours ternit l'image d'Elvis au Québec jusqu'à la fin des années 1980, en associant à Elvis une image de mauvais goût. En 1995, le producteur Jean Pilote et le théâtre Capitole de Québec présentant, sous licence d'EPE, une production musicale estivale nommée Elvis Story, à laquelle assistent des centaines de milliers de personnes. Le spectacle est présenté à Paris, Toronto, Gatineau, Biloxi au Mississippi, Atlantic City et au Japon. Les chanteurs Martin Fontaine et Jamie Aaron Kelley incarnent Elvis jusqu'en 2007. En 2009, le spectacle est amélioré et est présenté au Théâtre du Palais Municipal de La Baie (Saguenay) et à la salle L'Étoile DIX30 de Brossard. C'est actuellement Brandon Bennett qui joue le rôle d'Elvis[réf. nécessaire].
Toujours au Québec où, chez certains, Elvis personnifie l'excès du mythe américain face aux revendications nationalistes et culturelles, le cinéaste Pierre Falardeau consacre à la légende une trilogie humoristique intitulée Elvis Gratton qui est d'abord un succès d'estime en court métrage et vingt ans plus tard, en 2005, un vaste succès public en salle. Le personnage comique a ensuite sa série télévisée intitulée Bob Gratton : Ma vie, My Life, sur le réseau TQS (renommé V en 2009), de 2007 à 2009. C'est dans la province francophone du Québec que les albums d'Elvis Presley sont les plus vendus au Canada[réf. nécessaire].

### Influence dans la paléontologie
Le dinosaure nommé Cryolophosaurus a été surnommé Elvisaurus par les paléontologues, parce que la crête du carnivore leur rappelait la coiffure du chanteur.

### Parodie
Dans la saison 2 d’Epic Rap Battles of History, Elvis Presley affronte Michael Jackson pour voir qui prendra le surnom de King[réf. nécessaire].

### Expression populaire
L'annonce « Elvis has left the building » (« Elvis a quitté le bâtiment »), prononcée parfois à la fin des concerts d'Elvis Presley pour dissuader ses admirateurs d'attendre un éventuel retour sur scène, est devenue une expression populaire utilisée dans différentes occasions[réf. nécessaire].